# Nógrád vármegye
Nógrád vármegye, 1950 és 2022 között Nógrád megye (németül: Komitat Neuburg, latinul: Comitatus Neogradiensis, szlovákul: Novohradská župa) közigazgatási egység Magyarország északi részén, az Észak-Magyarország régióban. 2544,18 km2-es területével hazánk második legkisebb vármegyéje, amely Magyarország teljes területének mintegy 2,73%-át adja. Emellett közel 180 ezer fős lakosságával a legalacsonyabb népességgel rendelkező vármegyénk, ezzel hazánk népességének 1,89%-ával rendelkezik, népsűrűsége bőven elmarad az országos átlagtól.
Északról Szlovákia, keletről Borsod-Abaúj-Zemplén vármegye, délkeletről Heves vármegye, délnyugatról pedig Pest vármegye határolja. Székhelye a "Nográdi völgyváros", az ország harmincadik és a régió harmadik legnépesebb települése, Salgótarján. De nevezetesebb települései közé tartozik a történelmi jelentőségű város, "a legbátrabb város" Balassagyarmat, a középkori kereskedőváros és arisztokrata székhely Szécsény, a mezőgazdaságilag jelentős Pásztó, illetve az UNESCO Világörökségi helyszínként szolgáló, a palóc kultúrát az utcáin viselő Hollókő. Gyakran nevezik a területet régiesen Palócország néven, mely hegyvidéki és dombos jelleget ölt, az Északi-középhegység és a Cserhát ölelésében.
A táj főként hegyvidéki és dombos jellegű, kiemelkednek a Cserhát, a Nógrádi-hegység és a Börzsöny hegység vonulatai. A megye északi határát a Ipoly folyó képezi, amely egyben természetes határvonalat jelent Magyarország és Szlovákia között. A másik két jelentős folyó, a Zagyva és a Tarna, a megye belsejében található völgyeken keresztül haladnak. A terület gazdag erdőségekben és hegyvidéki tájakban, több természetvédelmi terület és tájvédelmi körzet található a régióban. A változatos domborzat és a természeti környezet különlegessé teszi a megye földrajzát.
Történelme hosszú múltra tekint vissza, és már az ókorban is lakott terület volt. A honfoglalás idején a magyar törzsek is letelepedtek itt, a megye a középkorban pedig fontos katonai és kereskedelmi központtá vált. A 13. században Nógrád vármegyéje Bánk bán idején kiemelkedő szerepet kapott. A terület a Rákóczi-szabadságharc idején is jelentős szereplő volt, mivel a palócok és szlovákok keveredése etnikai és társadalmi feszültségeket eredményezett. A 18. század végére, a Habsburg-uralom alatt gazdaságilag stabilizálódott, főként a bányászat és mezőgazdaság révén. A 19. században a vasútépítés és az iparosodás hozzájárult Salgótarján fejlődéséhez. Az első és második világháború után a megye gazdasága újjáépült, északi része átkerült Szlovákiához.

## Nevének eredete
A vármegye neve a szláv eredetű "Novgrad" szóból származik, amely "új várat" jelent. Ez a név a megye központjában található Nógrád várára utal, amely a középkorban jelentős szerepet játszott a térség védelmében és közigazgatásában. A vár neve először 1138-ban "Naugrad" formában, majd 1329-ben "Naugrad" néven szerepelt írásos forrásokban. A vár körüli település és maga a vármegye is ezt a nevet örökítette meg, amely a szláv "Novohrad" (új vár) kifejezésből ered.

## Címer
Nógrád vármegye címerének pajzsa álló, csücskös talpú, kék mezőjén zöld udvarban egy ezüstpáncélba öltözött vitéz áll, aki jobbra néz, és jobb kezében védő pallost tart, míg baljával enyhén megdőlt pajzsára támaszkodik, amelyen Magyarország címere látható. A címert aranyráma övezi, mely akantuszlevelekből formálódik, és rajta egy ötágú, drágakövekkel díszített, vörös bélésű aranykorona van.
Nógrád megye címerében szereplő vitéz a terület harcias múltját szimbolizálja, amelyet ősidők óta különböző népek laktak. A szlávok által emelt földvár után a honfoglalók hódították meg, és a területet Szent István alapította. A megye a 13. századra nemesi vármegyévé vált, és számos kiváló nemzetség és család, mint a Pok, Kachich, Zách és Balassa is birtokolta. A török időkben fontos hadászati szerepe volt, és a 20. században a cseh intervenciós sereget is legyőzték itt. A vármegye címere már az 1551-es pecséten is szerepelt, és több változáson ment keresztül az idők során, mielőtt 1991-ben ismét visszaállították a területi önkormányzat által.

## Földrajz

### Domborzat
Területének nagy része hegy- és dombvidék. Északon Szlovákiával határos, természetes határa az Ipoly. Számos hegysége van: nyugaton a Börzsöny, délkeleten a Mátra, keleten a Heves–Borsodi-dombság határolja; északon a Karancs-Medves hegyvidéke teszi változatossá a tájat, míg a vármegye középső részét a Cserhát vonulatai töltik ki, amelyek észak és dél felé fokozatosan ellaposodnak.
A nógrádi táj jellegzetességét a Cserhát halomvidéke adja: vulkanikus eredetű, szétszórt hegycsoportok a köztük elterülő kisebb medencékkel, erdőfoltokkal. A Cserhát hegyei jellemzően nem magasabbak 400–500 méternél, de elég meredekek; a falvak nagyrészt a völgyekben fekszenek. A vármegye kistájai: Ipoly-völgy, Nógrádi-medence, Zagyva-völgy és a Medves-vidék.

A vármegye legmagasabb pontja a Mátrában található, a 960 méter magas Péter-hegyese, valamint a börzsönyi Csóványos (938 m), amely Pest vármegye határán helyezkedik el. A vármegye legmélyebb pontja az Ipoly mentén található, a szlovák-magyar határnál, Parassapuszta környékén.

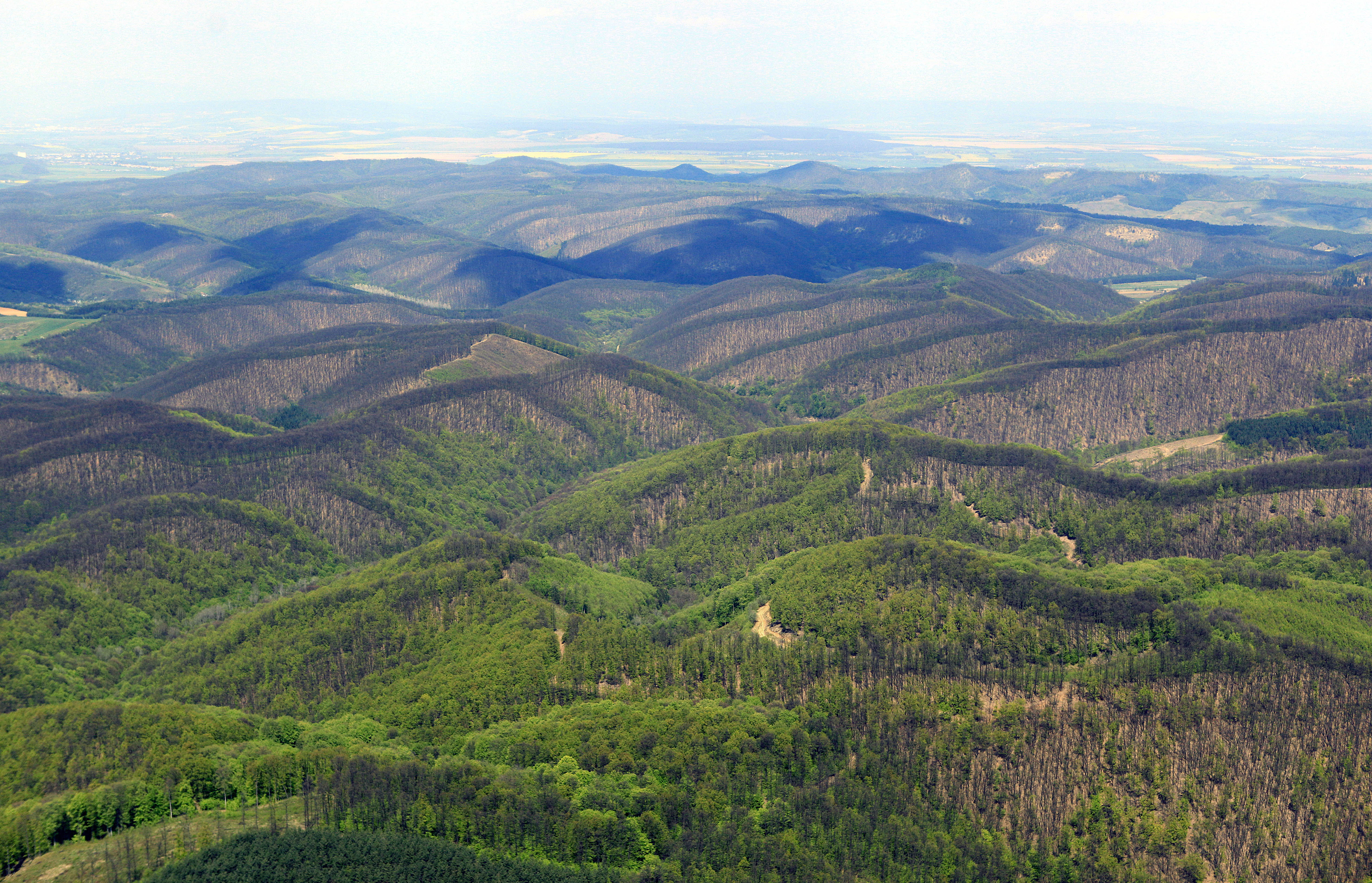
Börzsöny
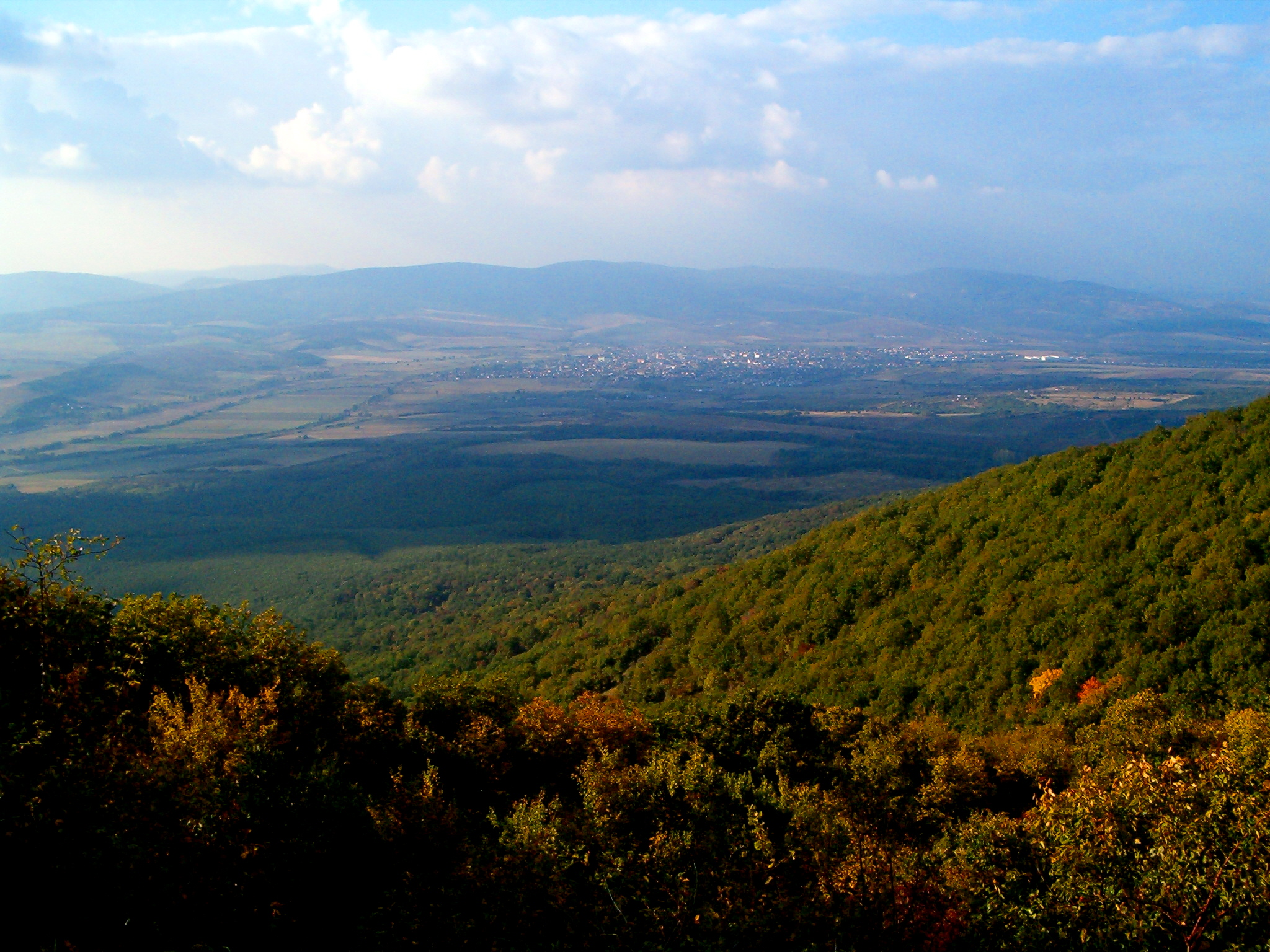
Cserhát
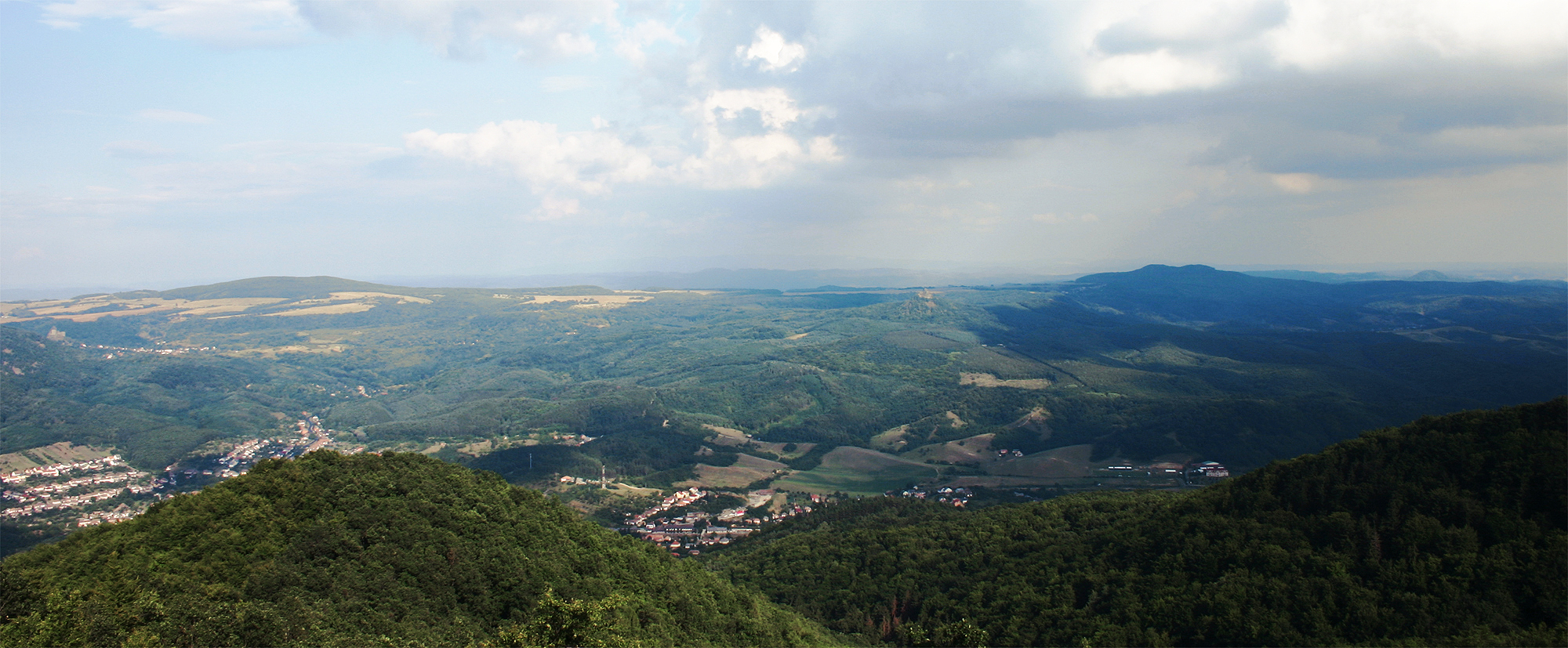
Karancs
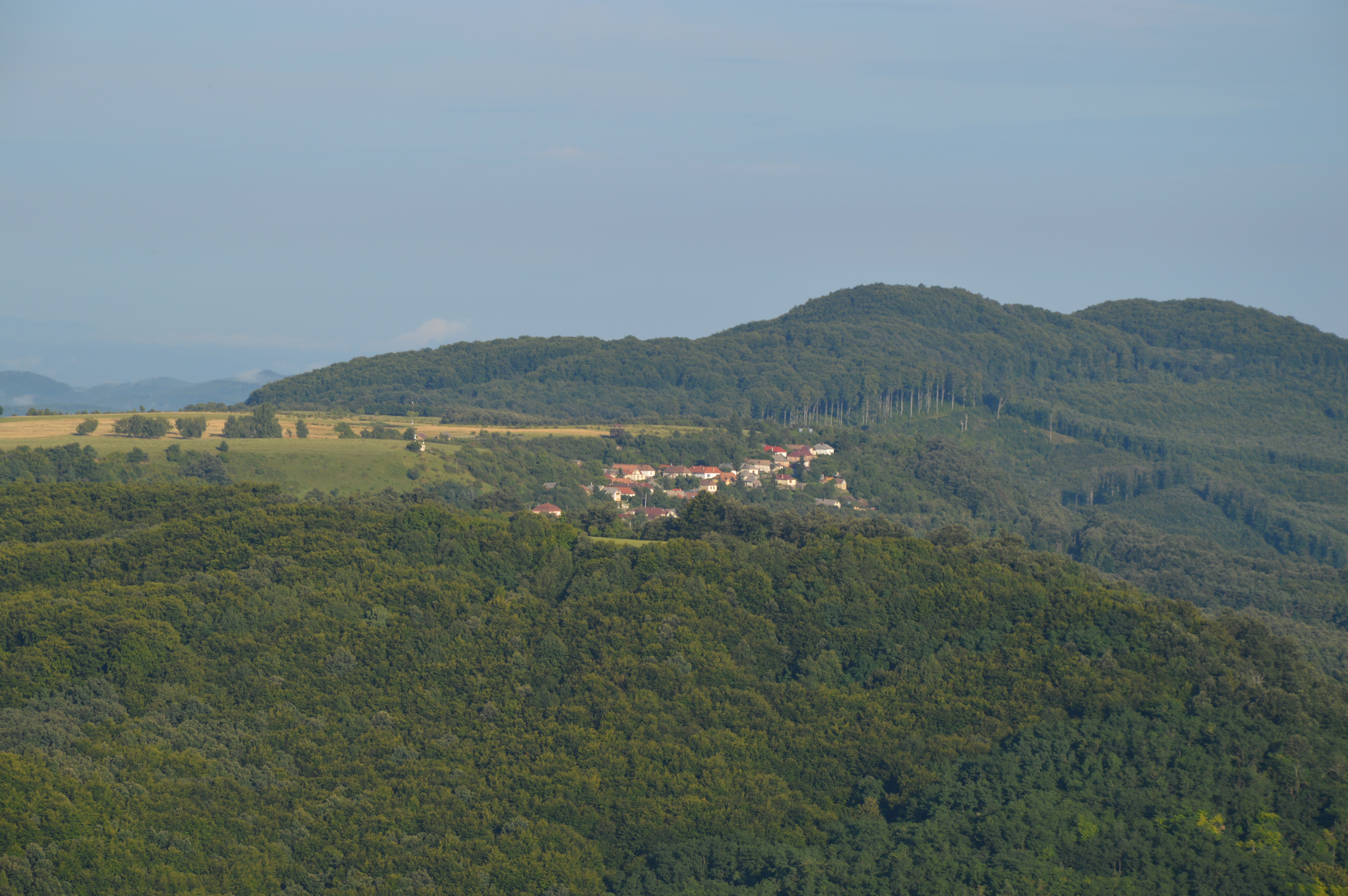
Medves-fennsík

### Geológia
A terület geológiai felépítése rendkívül változatos: andezit, riolit, bazalt, mészkő, dolomit és még sok egyéb kőzet fellelhető. Egykor jelentős barnakőszéntelepekkel is rendelkezett, napjainkra azonban a bányászat ennek nagy részét felemésztette.
Nógrád geológiai felépítése rendkívül változatos, amelyet különböző földtani korokban keletkezett kőzetek és formációk jellemeznek. A megye területén találkoznak az Északi-középhegység vonulatai, mint a Börzsöny, a Cserhát és a Mátra, valamint a Karancs–Medves vidéke. Ezek a hegységek és dombvidékek különböző geológiai folyamatok eredményeként alakultak ki.
Főbb geológiai egységek:
1. Miocén kori vulkanizmus: A miocén időszakban (kb. 23–5 millió évvel ezelőtt) intenzív vulkáni tevékenység zajlott a térségben. Ennek eredményeként andezites és riolitos kőzetek keletkeztek, amelyek ma is meghatározzák a táj arculatát. A Cserhát és a Mátra hegységekben található andezit rétegvulkánok, valamint a Karancs és a Medves vidékén előforduló bazaltos formációk mind ezen vulkanizmus nyomai.[4]
2. Oligocén és miocén üledékes kőzetek: A miocén időszakban a területet sekély tengerek borították, amelyekben homokkövek, agyagmárgák és slír rétegek rakódtak le. Ezek az üledékes kőzetek ma a megye dombvidéki részein találhatók meg, például a Nógrádi-medencében és a Cserhát lankáin.[4]
3. Pliocén kori bazalt vulkanizmus: A pliocén korban (kb. 5–2,6 millió évvel ezelőtt) újabb vulkáni tevékenység zajlott, amelynek során bazaltos lávafolyások alakultak ki. A Medves-fennsík Közép-Európa legnagyobb bazaltfennsíkja, ahol a láva vastagsága helyenként eléri a 100 métert is. A Salgótarján környéki bazaltkúpok, mint a Salgó és a Kis-Salgó, szintén ezen időszak vulkanizmusának eredményei.[4]
4. Triász és eocén karbonátos kőzetek: A megye egyes részein, például a Börzsöny és a Cserhát nyugati peremén, triász és eocén korú mészkövek és dolomitok találhatók. Ezek a kőzetek egykori tengeri üledékekből származnak, és helyenként karsztos formakincseket, például barlangokat és víznyelőket hoztak létre.[4]

Jelentős geológiai értékek:
- Ipolytarnóci ősleletek: Az Ipolytarnóci Ősmaradványok Természetvédelmi Terület világhírű lelőhely, ahol 17 millió éves megkövesedett fatörzsek, lábnyomok és növénymaradványok találhatók. A terület egykori vulkáni katasztrófa nyomait őrzi, amelynek során a vulkáni hamu konzerválta az itt található élőlények nyomait.[4]
- Kazári riolittufa: Kazár közelében egyedülálló riolittufa felszín található, amelyet az erózió különleges formákká alakított. A fehér, puha kőzetben kialakult árkok és barázdák látványos geológiai képződmények.[4]

### Vízrajz
A vármegye természetes vizekben szegény. Említésre méltó folyók: a Magyarországot és Szlovákiát elválasztó északi határfolyó, az Ipoly, valamint a Zagyva és a Galga.

#### Főbb folyók
- Ipoly: Az Ipoly a megye északi határán húzódik, természetes határt képezve Magyarország és Szlovákia között. A folyó hossza mintegy 115 km a megye területén, és jelentős mellékvizei közé tartozik a Dobroda-, Ménes-, Szentlélek-, Fekete-víz, Lókos- és Derék-patak. Az Ipoly esése viszonylag csekély, árvizei általában a tavaszi hóolvadás és a nyár eleji csapadékmaximum idején jelentkeznek.[5]
- Zagyva: A megye keleti részén található, hossza 157 km, és Zagyvaróna határában ered. Vízhozama kisebb, vízhálózata gyérebb, mint az Ipolyé. Jobbágyitól hirtelen áradásai ellen gátak övezik.[5]
- Galga: A Galga Nográd délnyugati részén halad át, kisebb jelentőségű vízfolyás, amely a Cserhát dombvidékéről gyűjti össze vizeit.[5]

#### Állóvizek
A vármegye állóvizekben szegény, csak kisebb tavakkal rendelkezik, amelyek többsége mesterségesen kialakított vagy szabályozott. Ezek közül néhány jelentősebb:
- Jenői-tó: 28 hektár területű tó Diósjenő közelében.
- Bánki-tó: 7 hektáros tó Bánk településen, amely kedvelt turisztikai célpont.
- Tolmácsi-tó: 7,5 hektár területű tó Tolmács mellett.
- Palotási-tározó: Palotás település közelében található víztározó.
- Kétbodonyi-víztározó: Kétbodony mellett elhelyezkedő tározó.
- Komra-völgyi tározó: A megye egyik jelentősebb víztározója.
- Hasznosi-tározó: Bátonyterenye közelében található tározó.
- Nyirjesi-tó: 8,5 hektáros tó a megye területén.
- Ludányhalászi-tó: 7,2 hektár területű tó Ludányhalászi mellett.
- Zagyvarónai-tó: 10 hektáros tó Zagyvaróna közelében.
- Mizserfa-Mátraszelei-tó: 12 hektár területű tó Mizserfa és Mátraszele között.
- Mizserfai-tó: 2,7 hektáros tó Mizserfa mellett.
- Kisterenyei-tó: Kisterenye közelében található tó.
- Maconkai-tározó: Bátonyterenye mellett elhelyezkedő tározó, amely népszerű horgászhely.

Ezek a tavak részben ivó- és ipari vízellátást szolgálnak, részben pedig horgászati és rekreációs célokat látnak el.

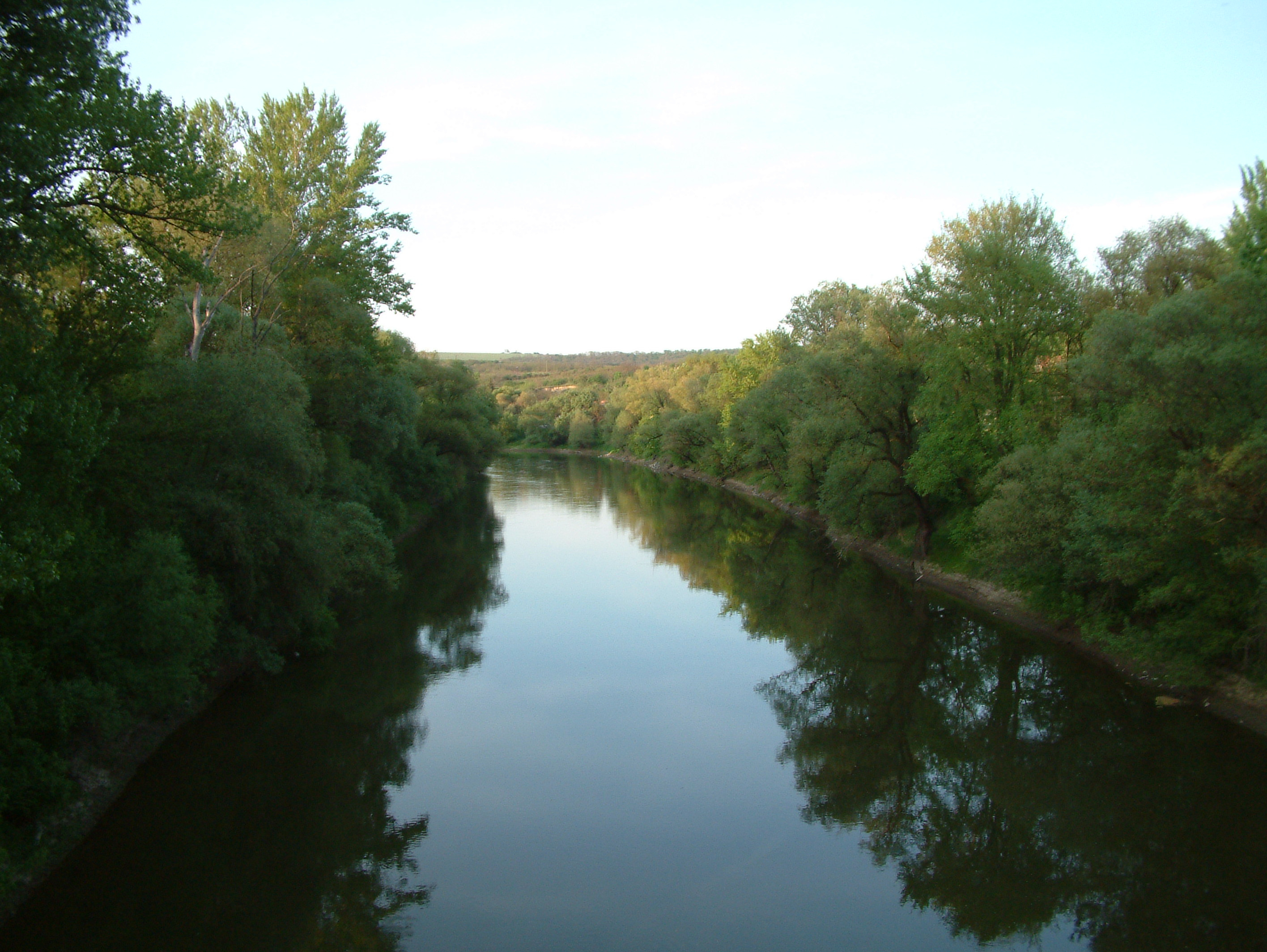
Ipoly
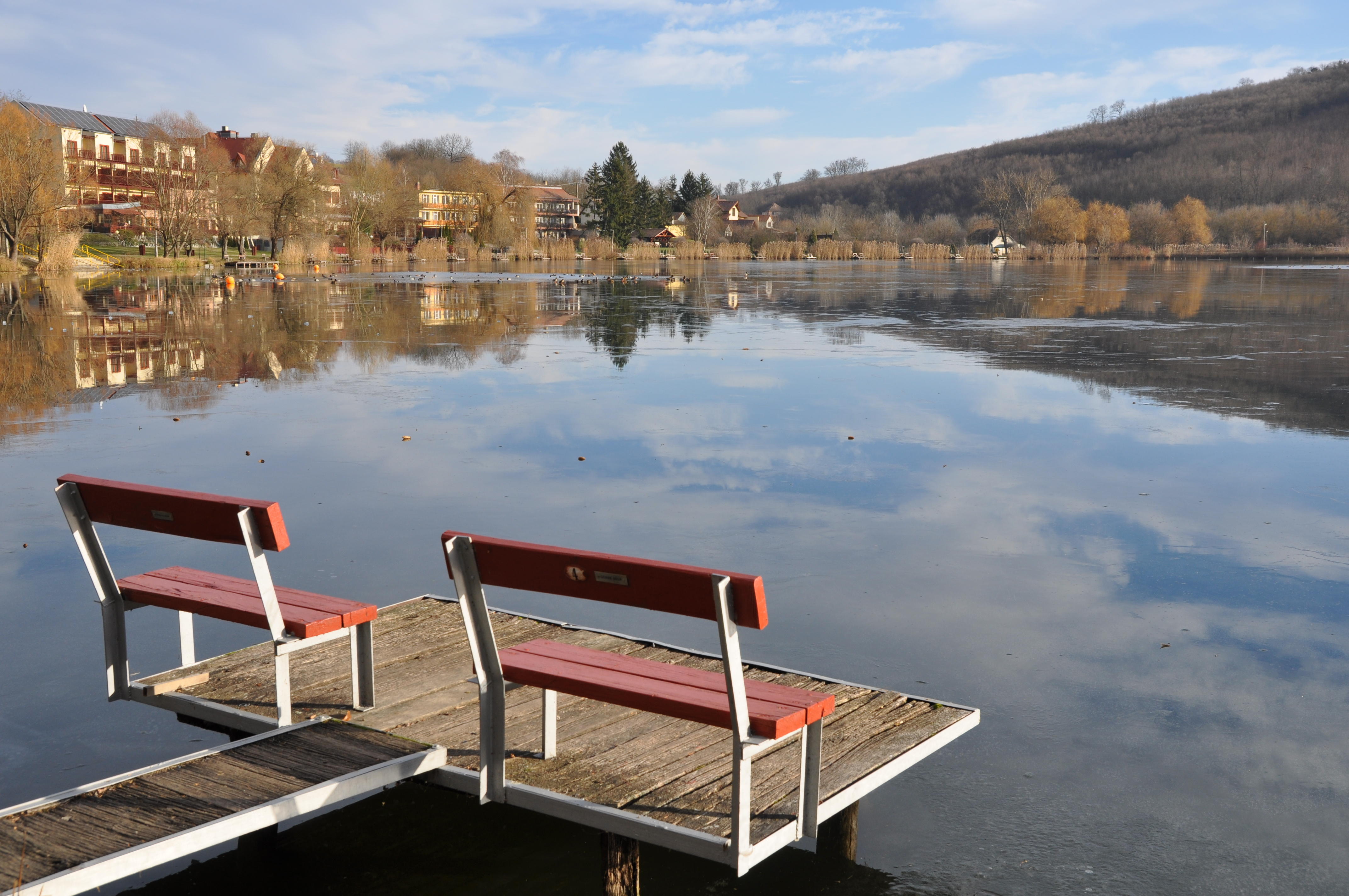
Bánki-tó
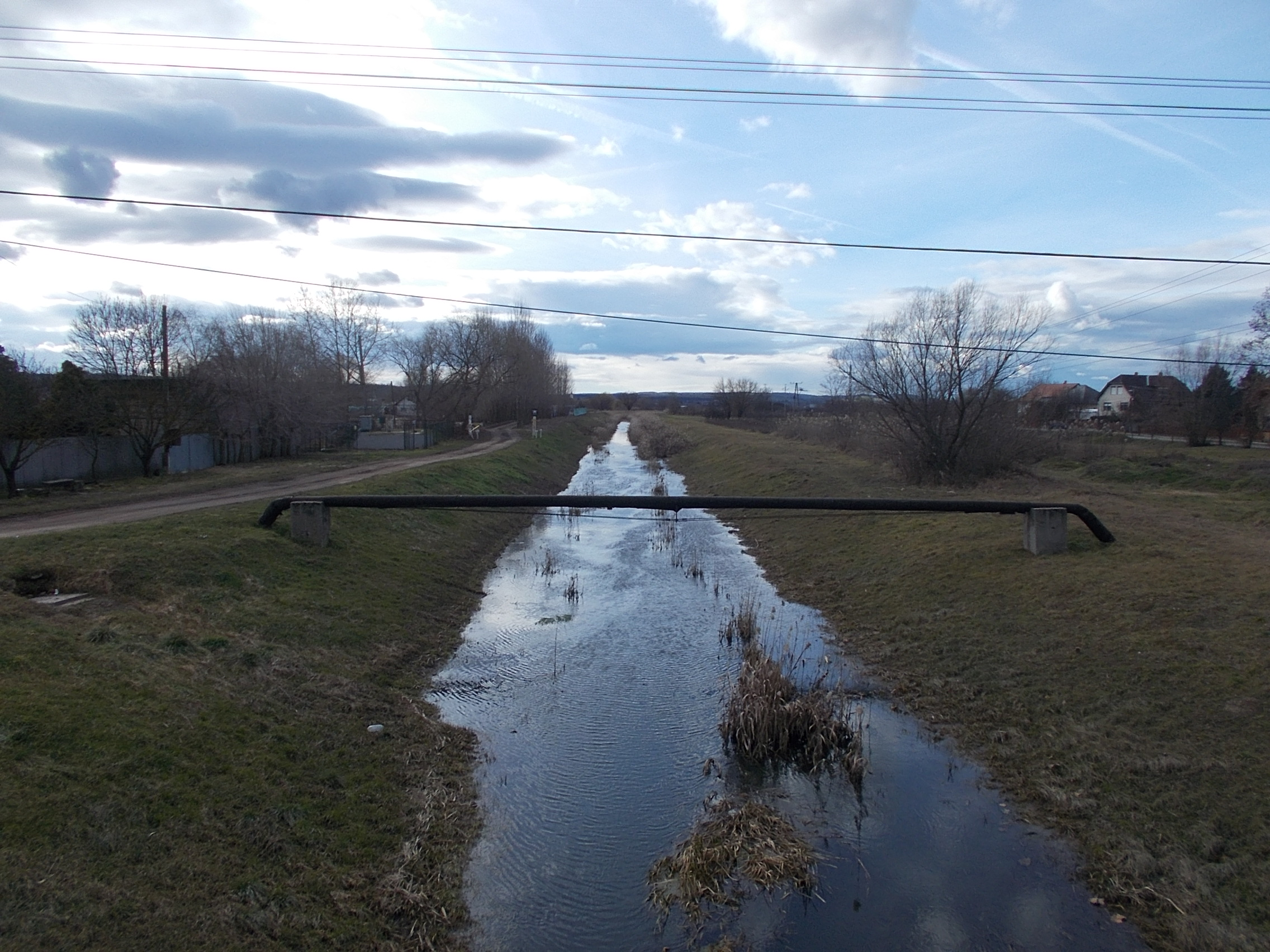
Galga

### Élővilág, természetvédelem
A vármegye területének 40,3%-a erdővel borított, ami Magyarország erdeinek 18%-át teszi ki. Így az ország leginkább erdős tájéka. A leggyakoribb fafajták: tölgy, bükk, akác, gyertyán. A Cserhát hegység a nevét a hajdani cserfaerdőkről kapta, ezek mára megritkultak, eltűntek. A vármegye területének közel 7,5%-a élvez védelmet, ez több mint 18,5 ezer hektárt jelent.

#### Növényvilág
A Cserhát hegység nevét a hajdani cserfaerdőkről kapta, bár ezek mára megritkultak. A változatos domborzat és éghajlati viszonyok különféle élőhelyeket hoztak létre, amelyek gazdag növényvilágnak adnak otthont.

#### Állatvilág
Az erdőségek és vizes élőhelyek változatos állatvilágnak biztosítanak élőhelyet. A nagyobb emlősök közül megtalálható itt a szarvas, az őz, a vaddisznó és a róka. A madárvilág is gazdag; a ragadozómadarak közül például az egerészölyv és a héja is fellelhető. A vizes élőhelyek környékén különféle kétéltűek és hüllők is előfordulnak.

#### Természetvédelem
Nógrád vármegye területének mintegy 7,5%-a áll természetvédelmi oltalom alatt, ami több mint 18,5 ezer hektárt jelent. Az országos jelentőségű védett természeti értékeket túlnyomórészt a Bükki Nemzeti Park Igazgatóság, kisebb részben a Duna-Ipoly Nemzeti Park Igazgatóság kezeli.

#### Jelentősebb természetvédelmi területek és látnivalók
- Ipolytarnóci Ősmaradványok Természetvédelmi Terület: Ez a terület világhírű őslénytani lelőhely, ahol mintegy 20 millió éves megkövesedett fatörzsek, cápafogak, levéllenyomatok és ősállati lábnyomok találhatók. A bemutatóhelyen szakképzett vezetők segítségével tehetünk izgalmas geológiai kirándulást egy ősvilági környezetbe.[7]
- Baglyas-kő Vár Természetvédelmi Látogatóközpont: Salgótarján közelében található, magába foglalja az 1975-ben védetté nyilvánított Baglyas Bazalttömb helyi jelentőségű természetvédelmi területet. A látogatóközpontban régészeti és természeti kiállítások várják az érdeklődőket, valamint egy madármentő állomás is működik itt.[8]

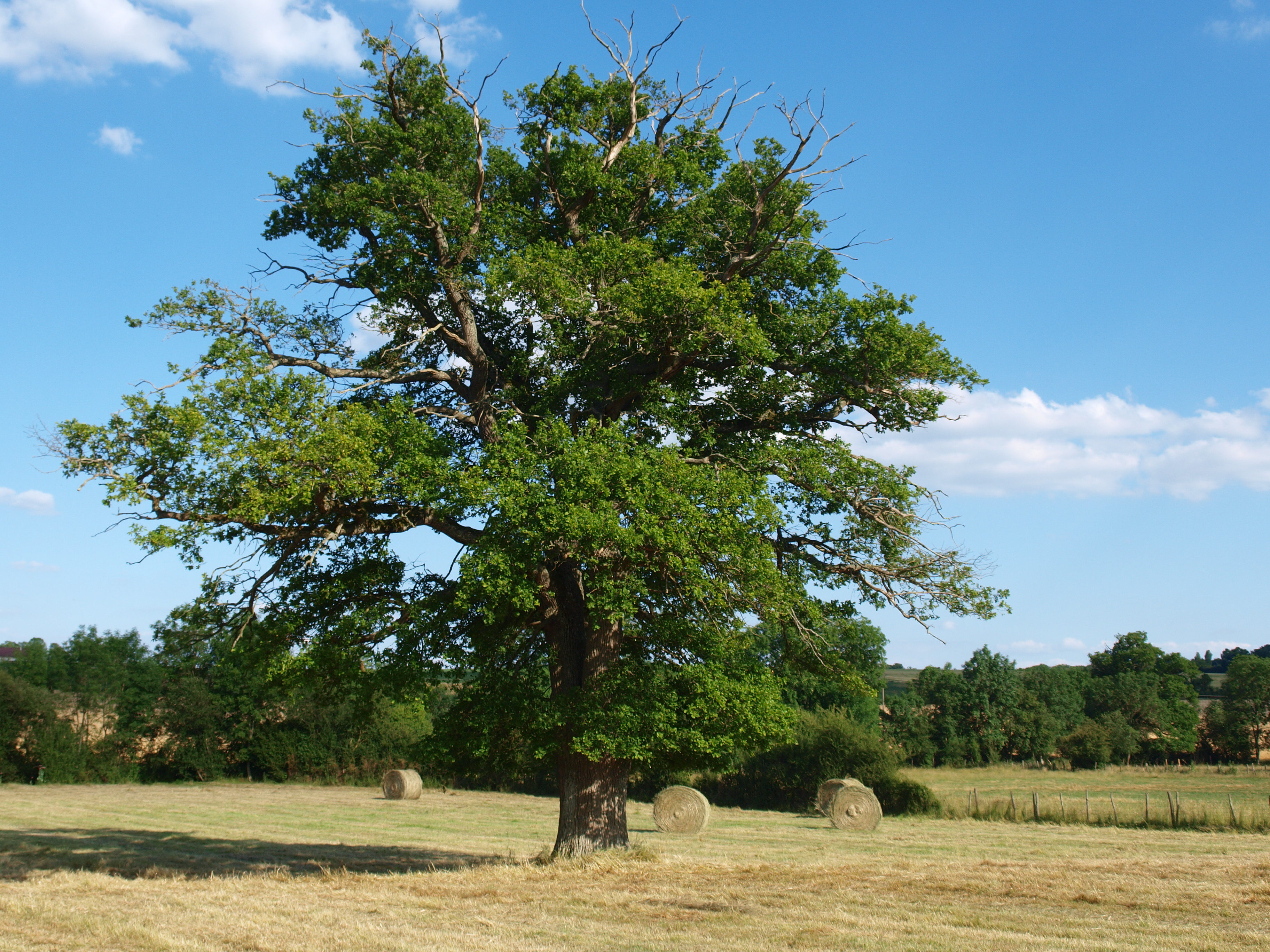
Tölgy
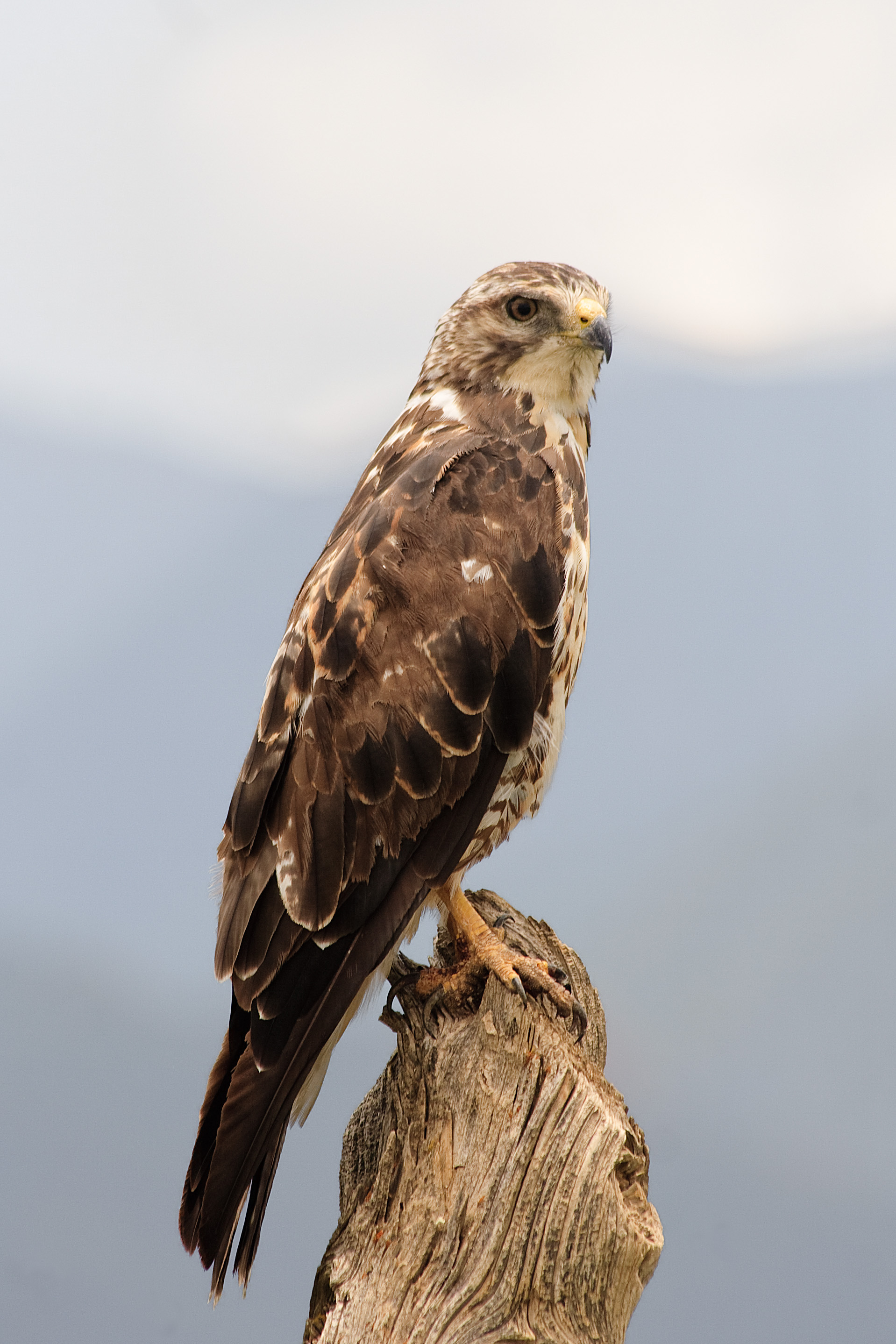
Egerészölyv
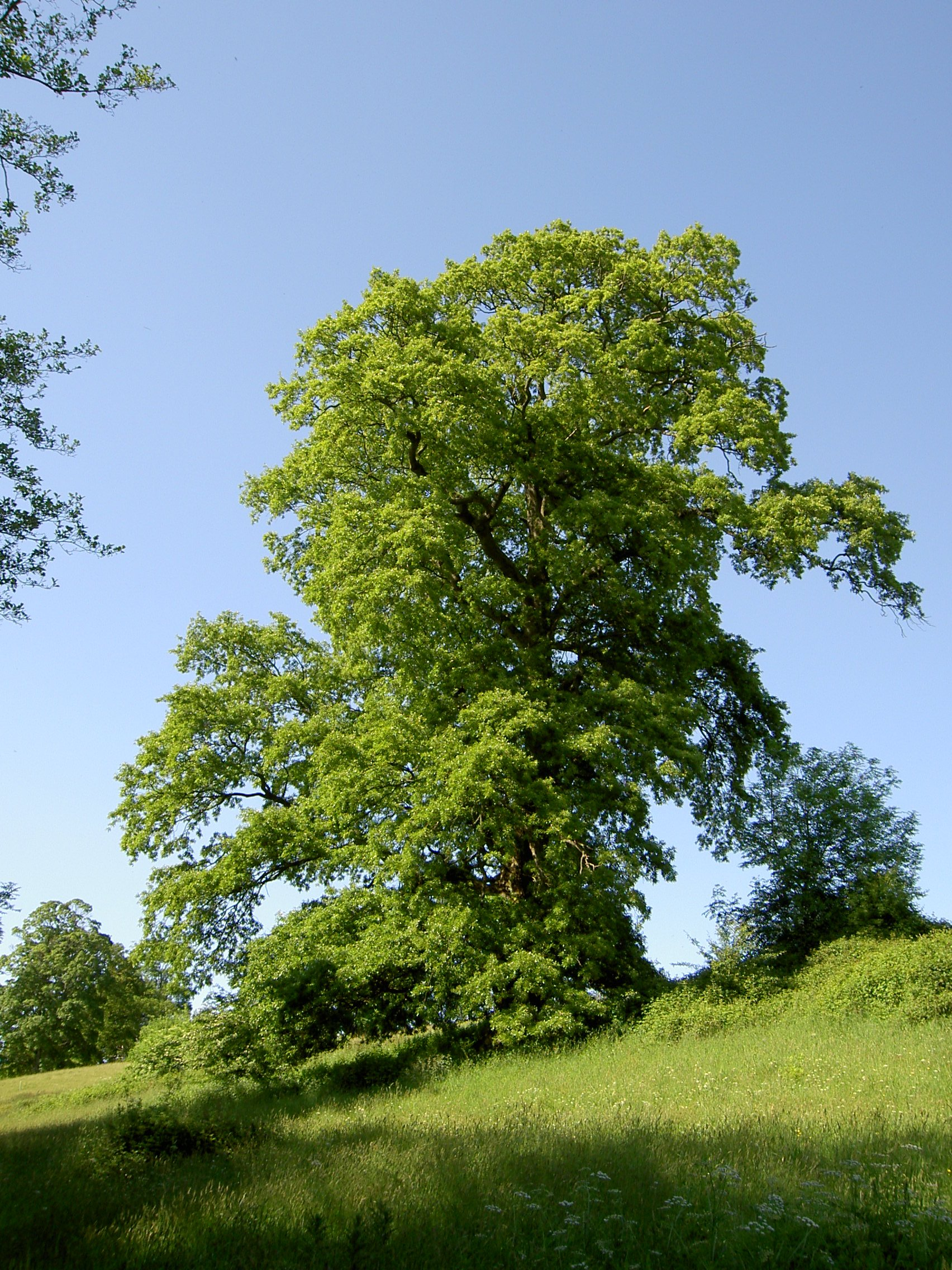
Csertölgy
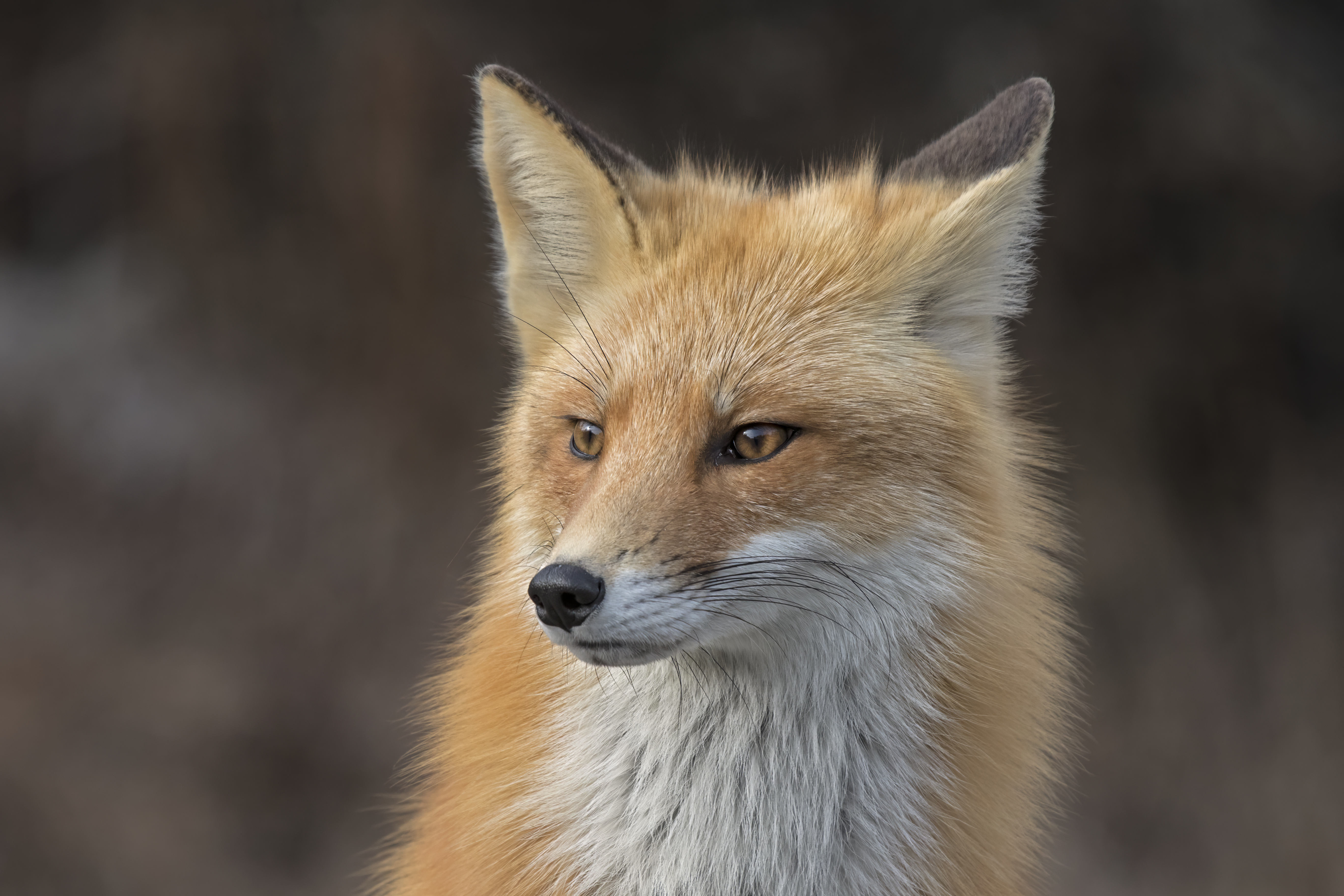
Vörös róka

### Jellemző földrajzi pontjai
- Szélső települések égtájak szerint:
  - a vármegye legészakibb települése Ipolytarnóc (Salgótarjáni járás),
  - a vármegye legdélibb települése Kálló (Pásztói járás),
  - a vármegye legkeletibb települése Zabar (Salgótarjáni járás),
  - a vármegye legnyugatibb települése Hont (Balassagyarmati járás).
- Legmagasabb pontja:
  - Piszkés-tető (946 m).

## Történelme

### Ókor
A Duna és a Magyar-Érchegység közötti vidék, bár sűrű erdőségek borították, ősidők óta lakott volt. A földrajzi adottságai miatt a terület hosszú időn át határvonalat képezett a nyugatról és keletről érkező népek között.
Az időszámítás kezdetén a Dunántúl római uralom alatt állt, míg Magyarország északkeleti részét vegyes népesség lakta. Nyugaton germán kvádok, míg a Duna-Tisza közén és a Kárpátok keleti részein a szarmata jazigok éltek. A nomád jazigok a 4. század végéig megőrizték függetlenségüket, gyakran érintkeztek a rómaiakkal. A kvádokkal hol harcoltak, hol szövetségre léptek.
A 4. század végén a hunok elűzték a kvádokat és megszüntették a római uralmat. Attila halála után a jazigok beolvadtak más népekbe. A hunok után a longobárdok érkeztek, akik a Garamig terjeszkedtek, míg az Ipoly völgyében a kvádok utódai, a szvébek éltek.

### Középkor
Kialakulása a honfoglalás után kezdődött, amikor az elfoglalt területeket kezdetben törzsi szervezetben, majd a nemzeti királyság megalakulásával fejedelmi birtokként igazgatták. Árpád fejedelem jelentős részt tartott meg uralkodói családja számára, és Szent István idején már nagyméretű királyi birtokok is jelen voltak. A 13. században a Záh nemzetség jelentős területeket birtokolt, míg a Kacsics és más nemzetségek királyi adományok révén szereztek földeket.
A vármegye a királyi uradalmak rendszeréhez igazodott, ahol a királyi várak központi szerepet játszottak. Nógrád vára ilyen központként működött, és a várhoz tartozó birtokokat a várispán irányította. A várnép rangok és feladatok szerint oszlott meg, a várjobbágyok katonáskodtak, míg a szolgálmányosok különféle munkákat végeztek. A várbirtokok eredetileg összefüggő egészet alkottak, de idővel szétszóródtak, különösen a várszerkezet bomlásának idején.
A vármegye fennmaradt okleveles adatai a 13. századtól részletezik a királyi birtokok eladományozását és a várjobbágyok földjeinek sorsát. Az idő előrehaladtával a várak és uradalmak szerepe csökkent, és a királyi földek magánbirtokokká alakultak át.
A 14. század második felében számos oklevél említi Hont és Nógrád vármegye közgyűléseit. 1349-ben Gilétfi Miklós nádor Gyarmaton tartott gyűlésén több birtok örökrészeit igazolták. 1351-ben Kont Miklós nádor említi az Osgyániak birtokait, és több peres ügyet is tárgyaltak. A nádori közgyűlések célja, hogy jogvitákat rendezzenek, de egyes urak gyakran kényszerítettek kedvező ítéletet. Mátyás király alatt a közgyűlések egyre ritkábbá váltak, míg végül 1486-ban megszüntették őket.
A tatárjárás után új várak épültek, főként főpapok és nemzetségek birtokában, ami a főuri osztály megerősödéséhez vezetett. A várak védelmét a nemesség vette át, akik a várkatonaság örökébe léptek. A várak közül több, mint például Nógrád vára, elveszítette királyi státuszát, és más birtokosok kezébe került.
A tatárjárás előtt Nógrád volt az egyetlen megerősített település a vármegyében, menedéket nyújtva iparosoknak és mesterembereknek. II. Béla 1138-as adománylevele városként (Civitas) említi. A tatárjárás után azonban Nógrád elpusztult, és bár a váci püspökök próbálták újjáépíteni, soha nem érte el korábbi jelentőségét. IV. Béla és a Szentszék a városok megerősítését szorgalmazta, kiváltságokkal ösztönözve az ipar és kereskedelem fejlődését. Nagy Lajos és Zsigmond vásárszabadalmai hozzájárultak a városi jogállású települések növekedéséhez.
A mai  vármegye területe egyházi szempontból kezdettől az esztergomi érsek és a váci püspök fennhatósága alá tartozott. Mindkét egyházmegye Szent István alapításához kötődik. Mindkét egyházmegye nógrádi főesperesi kerületet hozott létre a helyi birtokrészekből. I. István rendelkezése alapján az esztergomi érsek és a váci püspök kapták a tizedet, valamint kisebb földbirtokokat is birtokoltak a vármegye területén.
A vallásos buzgalom leginkább monostorok alapításában és templomok építésében mutatkozott meg a vármegyében. A tatárjárás előtti korszakból három ősi nemzetségi monostorról maradtak fenn adatok, és ugyancsak ebben az időszakban telepedtek meg a Templomos vitézek, valamint a jeruzsálemi Szent János lovagrend tagjai is a vármegye területén. A tatárjárás után is számos egyházi szervezet szerzett birtokokat a vármegyei nemesi családok adományainak köszönhetően.
A térség egyik legjelentősebb egyházi intézménye a tereskei Benedek-rendi apátság volt, amelyet feltehetően még Szent István király idejében alapítottak. Az apátság földjei az esztergomi érsek legrégibb birtokai, így Vadkert, Szátok és Tóttereske közé ékelődtek, ami arra utal, hogy ezen birtokok adományozása előtt jelölték ki a területét. Bár okleveles adatok csak a 13. század elejétől maradtak fenn, az apátság jelentőségét mutatja, hogy egy 1219-es periratban már szerepel. Eszerint a tereskei monostor apátja jogvitába keveredett a poroszlói monostor apátjával és kegyurával, a Sartiván-nemzetségbeli Barakonyval husz márka miatt. A király által kijelölt bíró, Bács comes, valamint a pristaldus, Primus Varsányból, tüzes vaspróbára idézték Váradra a feleket, ahol végül peren kívüli megállapodás született. Ennek értelmében a poroszlói apát és Barakony hat márkát fizettek a tereskei monostor apátjának, míg a pristaldusnak egy márkát, a bírónak járó részt pedig a tereskei apát vállalta magára.
Az apátság túlélte a tatárjárás pusztításait, és IV. Béla egy 1255-ben kiadott oklevelében említést tett róla, amikor Vadkert határait ismertette. A dokumentumban Csesztve, Szente és Szátok felsorolása után megjegyezte, hogy a terület érintkezik a tereskei monostor birtokaival, amelyek egybeesnek Tóttereske határával. Az esztergomi káptalan egy 1274-es oklevele szintén megemlíti az apátság birtokát Vadkert mellett. A tereskei apátság a 14. és 15. században is fennállt, bizonyítva a térség egyházi életében betöltött meghatározó szerepét.
A tatárjárás után IV. Béla bejárta az országot, hogy személyesen intézkedhessen. 1242-ben Verőcén, 1244-ben Gyarmaton tartózkodott, amit adománylevelei is igazolnak. Megkezdte a birtokviszonyok rendezését, és már nem követelte mereven a várbirtokok visszaadását, sőt adományozott is belőlük. A várjobbágyok érdekeit szem előtt tartva 1255-ben Nógrád, Gömör és Hont vármegyék számára Vácra gyűlést hirdetett, hogy helyreállítsa a rendet és elégtételt adjon az okozott sérelmekért.
A tatárjárás utáni időszakban a társadalmi struktúra fokozatosan átalakult. A nemesség megerősödésével a helyi uralkodó réteg jelentős politikai és gazdasági befolyásra tett szert. A nemesek birtokainak növekedésével párhuzamosan a jobbágyság helyzete is változott, és a feudális rendszer tovább erősödött. A kereszténység terjedésével párhuzamosan a művészetek és az oktatás is fejlődtek. A templomokban és kolostorokban nemcsak vallási szertartásokat végeztek, hanem kulturális és oktatási tevékenységek is zajlottak, hozzájárulva a térség szellemi életének gazdagodásához.
A királyi hatalom megerősítésére irányuló törekvések és a nemesség autonómiájára vonatkozó igények között feszültségek alakultak ki. A királyok igyekeztek centralizálni a hatalmat, míg a nemesség a helyi önállóság megőrzésére törekedett. Ezek a politikai dinamikák jelentős hatással voltak Nógrád megye fejlődésére és a középkori Magyarország politikai tájára. A 14. században a huszita mozgalom hatásai elérték Nógrád megyét is. A husziták vallási és politikai eszméi megosztották a helyi közösségeket, és konfliktusokat eredményeztek.

### Újkor
Az első megyeháza 1790-ben épült fel az akkori megyeszékhelyen, Balassagyarmaton. A trianoni békeszerződés után a vármegye az északi részét (területének 42%-át) elveszítette.
1918-tól északi része Csehszlovákia területéhez került. Az 1923-as megyerendezés során a csonka megyét összevonták Hont vármegye Magyarországon maradt részével Nógrád és Hont közigazgatásilag egyelőre egyesített (k.e.e.) vármegye néven. 1938-ban, amikor az első bécsi döntés alapján mindkét megye nagy része ismét magyar terület lett, Nógrád ismét önállóvá vált. 1945-ben azonban az államterület újbóli megváltozása miatt ismét, immár véglegesen egyesítették a két megyetöredéket Nógrád-Hont néven, és sor került néhány település átcsatolásával a megyehatárok kiigazítására is.
A megye mai határai az 1950-es megyerendezés során alakultak ki. Az egykor Hont megyéhez tartozott települések döntő többségét (az akkori Szobi járást) Pest megyéhez csatolták és további határkiigazításra került sor Heves megye irányában. Egyúttal a megye nevét Nógrádra változtatták és székhelyét Balassagyarmatról Salgótarjánba helyezték.

## Közigazgatási beosztás 1950–1990 között

### Járások 1950–1983 között
Nógrád-Hont megyéhez az 1950-es megyerendezés előtt hat járás (Balassagyarmati, Nógrádi – székhelye Rétság volt –, Salgótarjáni, Szécsényi, Sziráki és Szobi) tartozott. A megyerendezéskor elcsatolták Pest megyéhez a Szobi járást, a Sziráki járás pedig megszűnt, illetve beolvadt a Heves megyétől idecsatolt Pásztó székhellyel alakult új Pásztói járásba. Így 1950. február 1-jétől öt járás volt Nógrád megye területén (Balassagyarmati, Nógrádi – székhelye Rétság –, Pásztói, Salgótarjáni és Szécsényi).
Az 1950-es járásrendezés során, június 1-jén a Nógrádi járás elnevezése székhelye után Rétsági járásra változott, így a tanácsrendszer bevezetésekor Nógrád megye öt járása a Balassagyarmati, a Pásztói, a Rétsági, a Salgótarjáni és a Szécsényi volt.
Ezt követően 1983-ig az ötből egy járás szűnt meg, a Szécsényi járást 1978-ban felosztották a Balassagyarmati és a Salgótarjáni járás között. A járások megszűnésekor, 1983 végén tehát a megyéhez négy járás tartozott (Balassagyarmati, Pásztói, Rétsági és Salgótarjáni).

### Városok 1950–1983 között
Nógrád megyéhez 1950 és 1983 között két város tartozott: a korábbi megyeszékhely, Balassagyarmat és az új megyeszékhely, Salgótarján, melyek jogállása 1950 előtt megyei város volt. 1950 és 1954 között Salgótarján közvetlenül a megyei tanács alá rendelt város volt, Balassagyarmat viszont közvetlenül a járási tanács alá rendelt városként a Balassagyarmati járás része lett. 1954-től mindkét város jogállása járási jogú város, majd 1971-től egyszerűen város volt.

### Városkörnyék 1971–1983 között
Nógrád megye két városa közül 1983-ig csak Salgótarján körül alakult városkörnyék 1977-ben, melyet 1981-ben kibővítettek. Valamennyi ide beosztott község a Salgótarjáni járáshoz tartozott megelőzően.

### Városok és városi jogú nagyközségek 1984–1990 között
1984 január 1-jén mind a négy járás (Balassagyarmati, Pásztói, Rétsági és Salgótarjáni) megszűnt. Balassagyarmat városkörnyékközpont lett, akárcsak az egyidejűleg várossá alakult Pásztó, emellett három városi jogú nagyközség is alakult (a korábbi járásszékhely Rétság mellett Bátonyterenye és Szécsény), melyek nagyközségkörnyék-központok lettek. 1989-ig a városi jogú nagyközségek mindegyike városi rangot kapott (Szécsény 1986-ban, Bátonyterenye és Rétság pedig 1989-ben), ezzel 1990-re a megye városainak száma hatra nőtt.

## Önkormányzat és közigazgatás

### Vármegyei közgyűlés
A vármegye önkormányzatának legfőbb döntéshozó testülete. Tagjai a választópolgárok által ötévente, az önkormányzati választásokon megválasztott képviselők. A közgyűlés feladatai közé tartozik a megyei fejlesztési tervek, közlekedési, területrendezési és gazdaságfejlesztési programok kidolgozása és elfogadása, valamint az európai uniós források felhasználásának koordinálása. Mivel a vármegyei önkormányzatok nem tartoznak közvetlenül az oktatási, egészségügyi vagy szociális intézmények fenntartásához, inkább stratégiai, területfejlesztési szerepük van. A közgyűlést az elnök vezeti, aki a testület tagjai közül kerül megválasztásra.
A 2019-es magyarországi önkormányzati választáson megválasztott Nógrád Megyei Közgyűlés 15 képviselőből áll, az alábbi pártösszetétellel:
| Párt | Párt                    | Mandátum | Jelenlegi vármegyei közgyűlés | Jelenlegi vármegyei közgyűlés | Jelenlegi vármegyei közgyűlés | Jelenlegi vármegyei közgyűlés | Jelenlegi vármegyei közgyűlés | Jelenlegi vármegyei közgyűlés | Jelenlegi vármegyei közgyűlés | Jelenlegi vármegyei közgyűlés | Jelenlegi vármegyei közgyűlés | Jelenlegi vármegyei közgyűlés |
| ---- | ----------------------- | -------- | ----------------------------- | ----------------------------- | ----------------------------- | ----------------------------- | ----------------------------- | ----------------------------- | ----------------------------- | ----------------------------- | ----------------------------- | ----------------------------- |
|      | Fidesz-KDNP             | 10       |                               |                               |                               |                               |                               |                               |                               |                               |                               |                               |
|      | Momentum Mozgalom       | 1        |                               |                               |                               |                               |                               |                               |                               |                               |                               |                               |
|      | Demokratikus Koalíció   | 1        |                               |                               |                               |                               |                               |                               |                               |                               |                               |                               |
|      | Jobbik                  | 1        |                               |                               |                               |                               |                               |                               |                               |                               |                               |                               |
|      | Mi Hazánk Mozgalom      | 1        |                               |                               |                               |                               |                               |                               |                               |                               |                               |                               |
|      | Magyar Szocialista Párt | 1        |                               |                               |                               |                               |                               |                               |                               |                               |                               |                               |

A 2024-es magyarországi önkormányzati választáson megválasztott Nógrád Vármegyei Közgyűlés 15 képviselőből áll, az alábbi pártösszetétellel:

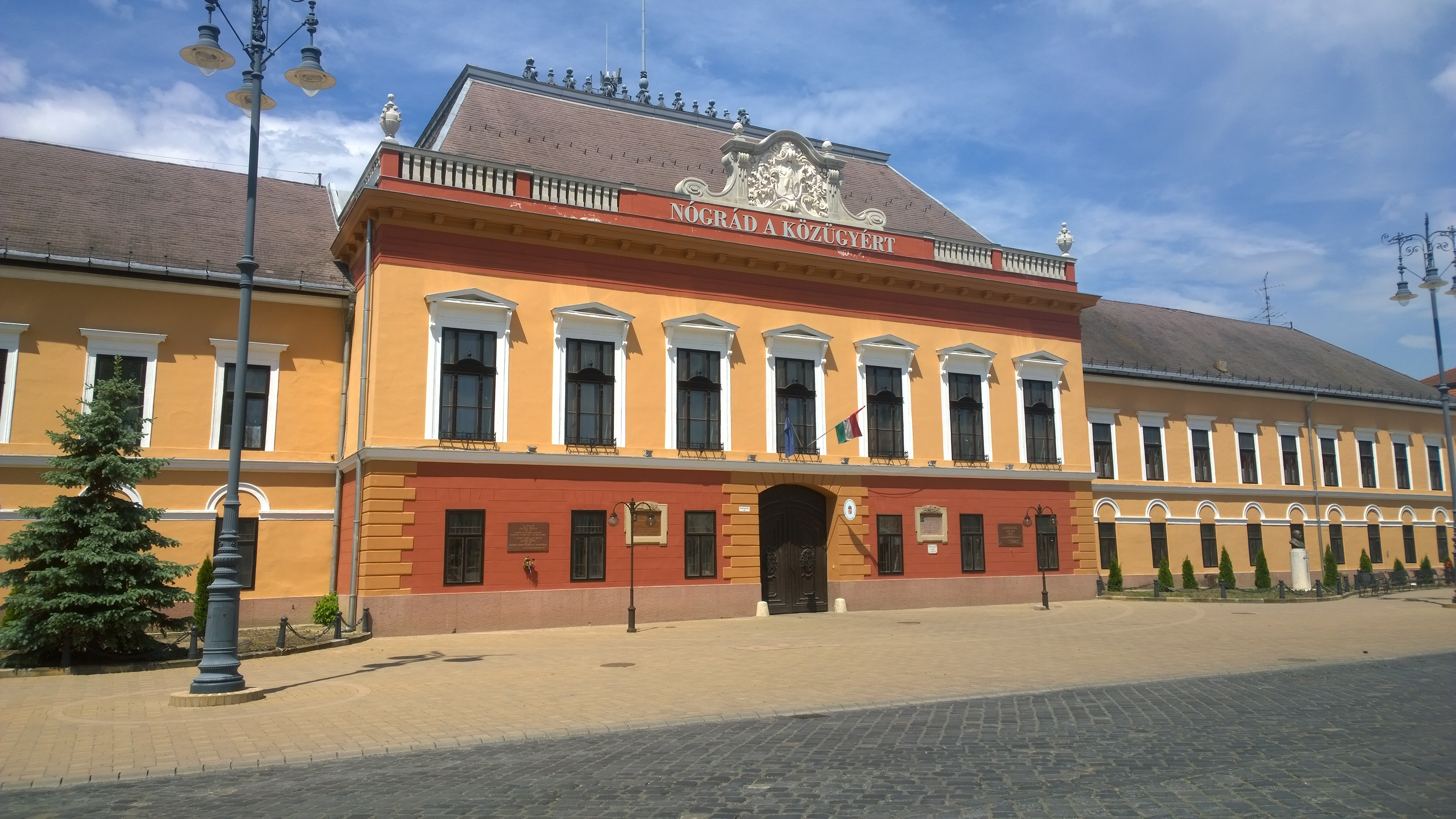
A vármegyeháza Balassagyarmaton

| Párt | Párt                  | Mandátum | Jelenlegi Vármegyei Közgyűlés | Jelenlegi Vármegyei Közgyűlés | Jelenlegi Vármegyei Közgyűlés | Jelenlegi Vármegyei Közgyűlés | Jelenlegi Vármegyei Közgyűlés | Jelenlegi Vármegyei Közgyűlés | Jelenlegi Vármegyei Közgyűlés | Jelenlegi Vármegyei Közgyűlés | Jelenlegi Vármegyei Közgyűlés | Jelenlegi Vármegyei Közgyűlés |
| ---- | --------------------- | -------- | ----------------------------- | ----------------------------- | ----------------------------- | ----------------------------- | ----------------------------- | ----------------------------- | ----------------------------- | ----------------------------- | ----------------------------- | ----------------------------- |
|      | Fidesz-KDNP           | 10       |                               |                               |                               |                               |                               |                               |                               |                               |                               |                               |
|      | Mi Hazánk Mozgalom    | 3        |                               |                               |                               |                               |                               |                               |                               |                               |                               |                               |
|      | Momentum Mozgalom     | 1        |                               |                               |                               |                               |                               |                               |                               |                               |                               |                               |
|      | Demokratikus Koalíció | 1        |                               |                               |                               |                               |                               |                               |                               |                               |                               |                               |

### A vármegyei közgyűlés elnökei
A vármegyei közgyűlés elnöke a megyei önkormányzat vezetője, aki felelős a közgyűlés munkájának irányításáért és a döntéshozatalban való részvételért. Az elnök szerepe kulcsfontosságú a helyi közigazgatásban, mivel ő képviseli a vármegyét és összehangolja a megyei önkormányzati feladatok ellátását.
Feladatai közé tartozik a közgyűlés üléseinek összehívása és levezetése, valamint az önkormányzati döntések végrehajtásának felügyelete. Az elnök kapcsolatot tart az országos és helyi szervekkel, valamint a települési önkormányzatokkal, és biztosítja a megye érdekeinek képviseletét az országos döntéshozatalban. Emellett részt vesz a fejlesztési tervek kialakításában, és irányítja azokat a programokat, amelyek a megye gazdasági és társadalmi fejlődését szolgálják.
Az elnököt általában a közgyűlés tagjai választják meg, és munkáját a közgyűlés által választott alelnökök segítik.
| Elnök | Elnök                       | Elnöki ciklus |
| ----- | --------------------------- | ------------- |
|       | Korill Ferenc (SZDSZ)       | 1990-1994     |
|       | Smitnya Sándor (SZDSZ)      | 1994-1998     |
|       | Becsó Zsolt (Fidesz)        | 1998-2002     |
|       | Dóra Ottó (MSZP)            | 2002-2006     |
|       | Becsó Zsolt (Fidesz-KDNP)   | 2006-2014     |
|       | Skuczi Nándor (Fidesz-KDNP) | 2014-         |

### Járások
Nógrád megye járásainak főbb adatai a 2013. július 15-ei közigazgatási beosztás szerint az alábbiak:
| Sorszám | Járás neve            | Székhely       | Település | Ebből város | Népesség (2013. január 1.) | Terület (km²) | Népsűrűség (fő/km²) |
| ------- | --------------------- | -------------- | --------- | ----------- | -------------------------- | ------------- | ------------------- |
| 1       | Balassagyarmati járás | Balassagyarmat | 29        | 1           | 39 829                     | 532,94        | 75                  |
| 2       | Bátonyterenyei járás  | Bátonyterenye  | 8         | 1           | 21 590                     | 215,45        | 100                 |
| 3       | Pásztói járás         | Pásztó         | 26        | 1           | 31 497                     | 551,56        | 57                  |
| 4       | Rétsági járás         | Rétság         | 25        | 1           | 23 798                     | 435,03        | 55                  |
| 5       | Salgótarjáni járás    | Salgótarján    | 29        | 1           | 64 504                     | 525,23        | 123                 |
| 6       | Szécsényi járás       | Szécsény       | 14        | 1           | 19 537                     | 285,26        | 68                  |

### Kistérségek
Nógrád megye megszűnt kistérségeinek főbb adatai a 2013. július 15-ei beosztás szerint az alábbiak:
| Kód  | Kistérség neve            | Központ        | Település | Ebből város | Népesség (2013. január 1.) | Terület (km²) | Népsűrűség (fő/km²) |
| ---- | ------------------------- | -------------- | --------- | ----------- | -------------------------- | ------------- | ------------------- |
| 4201 | Balassagyarmati kistérség | Balassagyarmat | 29        | 1           | 39 829                     | 532,94        | 75                  |
| 4202 | Bátonyterenyei kistérség  | Bátonyterenye  | 14        | 1           | 23 857                     | 273,64        | 87                  |
| 4203 | Pásztói kistérség         | Pásztó         | 26        | 1           | 31 497                     | 551,56        | 57                  |
| 4204 | Rétsági kistérség         | Rétság         | 25        | 1           | 23 798                     | 435,03        | 55                  |
| 4205 | Salgótarjáni kistérség    | Salgótarján    | 24        | 1           | 62 678                     | 474,62        | 132                 |
| 4206 | Szécsényi kistérség       | Szécsény       | 13        | 1           | 19 096                     | 277,68        | 69                  |

### Országgyűlési képviselők
Magyarországon az országgyűlési választások során az ország területét egyéni választókerületekre osztják, és mindegyik kerületnek egy képviselője van a parlamentben, akit közvetlenül választanak. Az egyéni választókerületek országgyűlési képviselői tehát azok a politikusok, akik egy-egy adott földrajzi terület választópolgárait képviselik az Országgyűlésben.
Az egyéni választókerületek képviselői általában valamelyik párt jelöltjei, de független képviselők is indulhatnak a választáson. A választókerületek képviselői meghatározó szereplők, mivel közvetlen kapcsolatban állnak választóikkal, és elsősorban az adott terület helyi érdekeit képviselik az országos politikai döntéshozatalban.
| Választókerület                                              | Székhely       | Képviselő    | Párt | Párt        |
| ------------------------------------------------------------ | -------------- | ------------ | ---- | ----------- |
| Nógrád vármegyei 1. sz. országgyűlési egyéni választókerület | Salgótarján    | Becsó Zsolt  |      | Fidesz–KDNP |
| Nógrád vármegyei 2. sz. országgyűlési egyéni választókerület | Balassagyarmat | Balla Mihály |      | Fidesz–KDNP |

## Népesség
Nógrád vármegye lakónépessége 2022. október 1-jén 182 459 fő volt, ami Magyarország össznépességének 1,9%-át tette ki. A 2011-es népszámlálás óta 19 968 fővel csökkent a vármegye lakosság száma. Ebben az évben az egy km²-re jutó lakók száma, átlagosan 72 ember volt. Nógrád vármegye népesség korösszetétele igen kedvezőtlen. 2022-ben a város lakónépességének a 14%-a 14 évnél fiatalabb, míg a 65 éven felülieké 22% volt. 2022-ben a férfiaknál 70,2, a nőknél 77,8 év volt a születéskor várható átlagos élettartam. A legmagasabb befejezett iskolai végzettség szerint az érettségi végzettséggel rendelkezők élnek a legtöbben a városban 48 600 fő, utánuk a következő nagy csoport az általános iskolai végzettséggel rendelkezők 44 178 fővel. 2022-ben a 6 évnél idősebb népesség 79%-nál volt internet elérési lehetősége. A népszámlálás adatai alapján a város lakónépességének 6,4%-a, mintegy 22 626 személy vallotta magát valamely kisebbséghez tartozónak. A kisebbségek közül cigány, szlovák és német nemzetiségűnek vallották magukat a legtöbben.

A 19. század utolsó harmadától Nógrád vármegye lakosságszáma egyenletesen növekedett, egészen az 1960-as évekig. A legtöbben 1980-ban éltek a vármegyében 240 251 fő. A 80-as évektől, egészen napjainkig folyamatosan csökken a vármegye népességszáma, ma már kevesebben laknak a vármegyében, mint 1920-ban. A csökkenés mértéke meghaladja az országos átlagot.

### Nemzetiségek
Nográd vármegye lakóinak nemzetiségi összetétele 2011-ben
Nógrád vármegye lakossága 2011-ben összesen 202 427 fő volt, melyből 192 438 fő nyilatkozott etnikai hovatartozásáról.
A magyar közösség a többség: 172 946 fő, azaz a lakosság 89,87%-a vallotta magát magyarnak. A kisebbségek közül a roma közösség a legnagyobb: 15 177 fő (7,89%). A roma lakosság különösen a vidéki térségekben és néhány városi körzetben található. A szlovák kisebbség létszáma 2644 fő (1,37%), akik szoros kapcsolatot ápolnak a szomszédos Szlovákiával. A német kisebbség lélekszáma 1000 fő, akik jelentős kulturális örökséget képviselnek a térségben.
A fennmaradó 1,671 fő (0,87%) más kisebbségekhez tartozik, vagy etnikai hovatartozásukat nem határozták meg. Ide tartozhatnak például németek, szlovákok, románok vagy egyéb kisebb csoportok.
A népszámlálás során körülbelül 26,000 fő nem nyilatkozott etnikai hovatartozásáról, ami Nógrád megye lakosságának mintegy 12,85%-át teszi ki. Ez tovább növeli a megye etnikai sokszínűségét és demográfiai komplexitását.

### Vallás
Nográd vármegye lakóinak vallási összetétele 2022-ben
A legnagyobb vallási közösség a katolikusoké, akik 112 640 főt tesznek ki (római katolikusok– 112 241; görög katolikus – 389), és jelentős jelenlétük különösen a falvakban és kisebb településeken figyelhető meg.
A második legnagyobb keresztény felekezet az evangélikusoké, akik 7858 főt számlálnak. Ez a vallási hagyomány a betelepítésekhez kötődően erősödött meg a 18. században.
A református (kálvinista) közösség 4167 fővel képviselteti magát, főként a megye északi és keleti részén. A reformáció hatásai itt ma is érezhetőek.
A kisebb vallási közösségek, köztük a Hit Gyülekezete és más protestáns csoportok, összesen 3672 főt tesznek ki.

A nem vallásos közösségek jelentős arányt képviselnek: 24 717 fő tartozik a nem vallásosok közé, valamint 1740 fő ateista. Ezek a csoportok jellemzően a nagyobb városokban és a modernizáció által jobban érintett területeken élnek. A fennmaradó 47 633 fő (23,51%) nem nyilatkozott vallási hovatartozásáról, ami tovább árnyalja Nógrád megye vallási sokszínűségét.

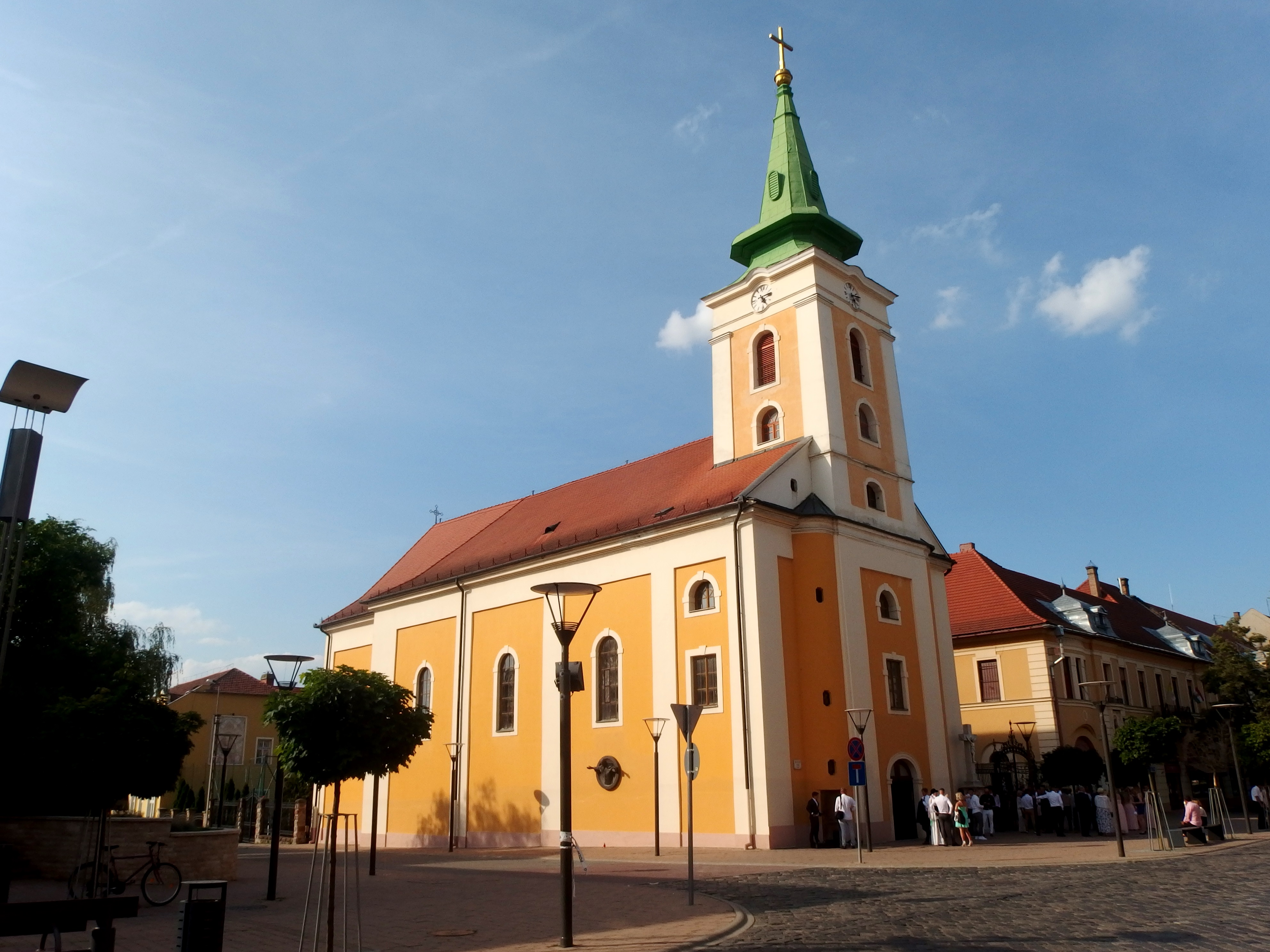
A balassagyarmati Szentháromság-templom
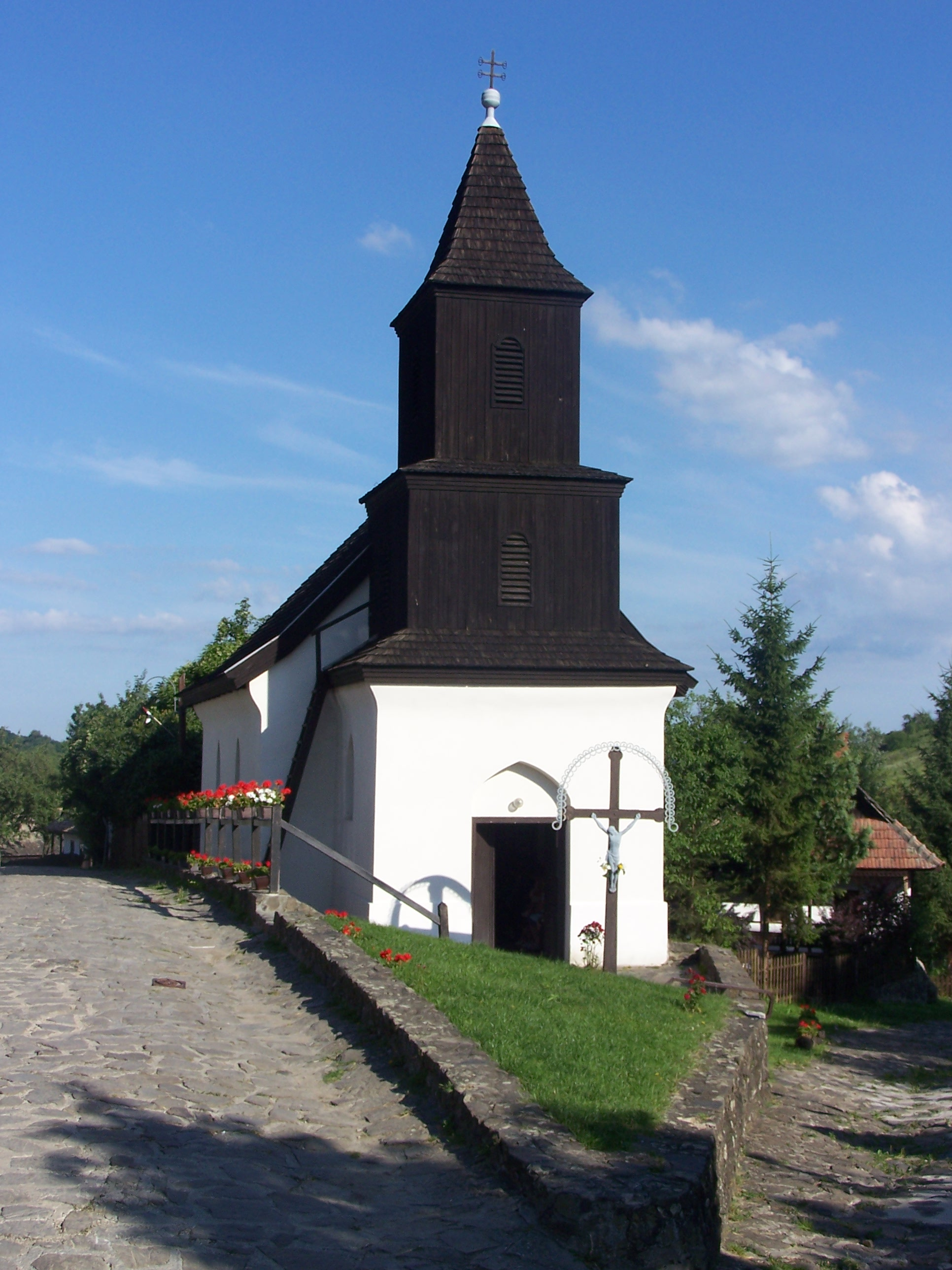
Szent Márton-templom Hollókőn
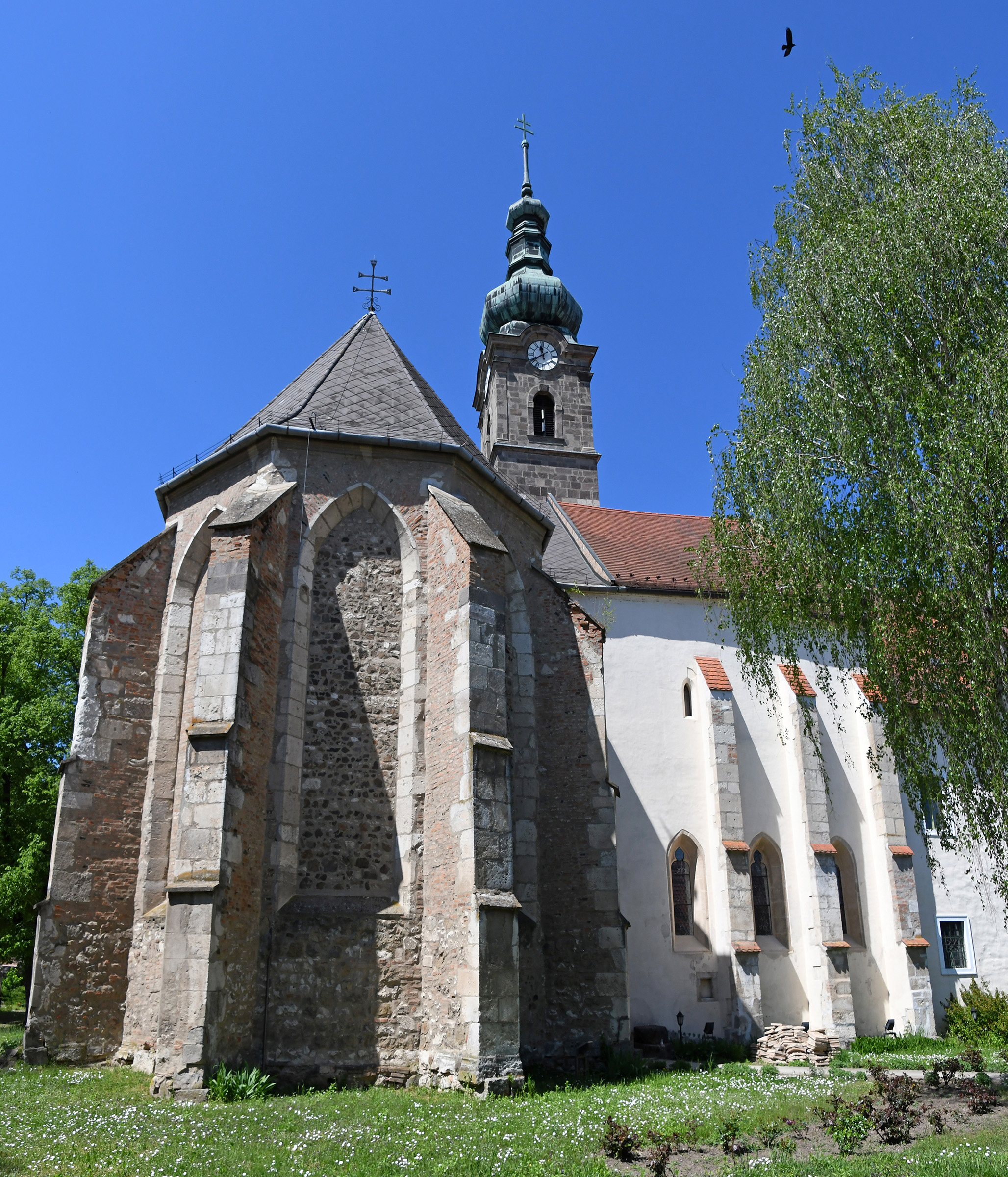
A szécsényi ferences kolostor
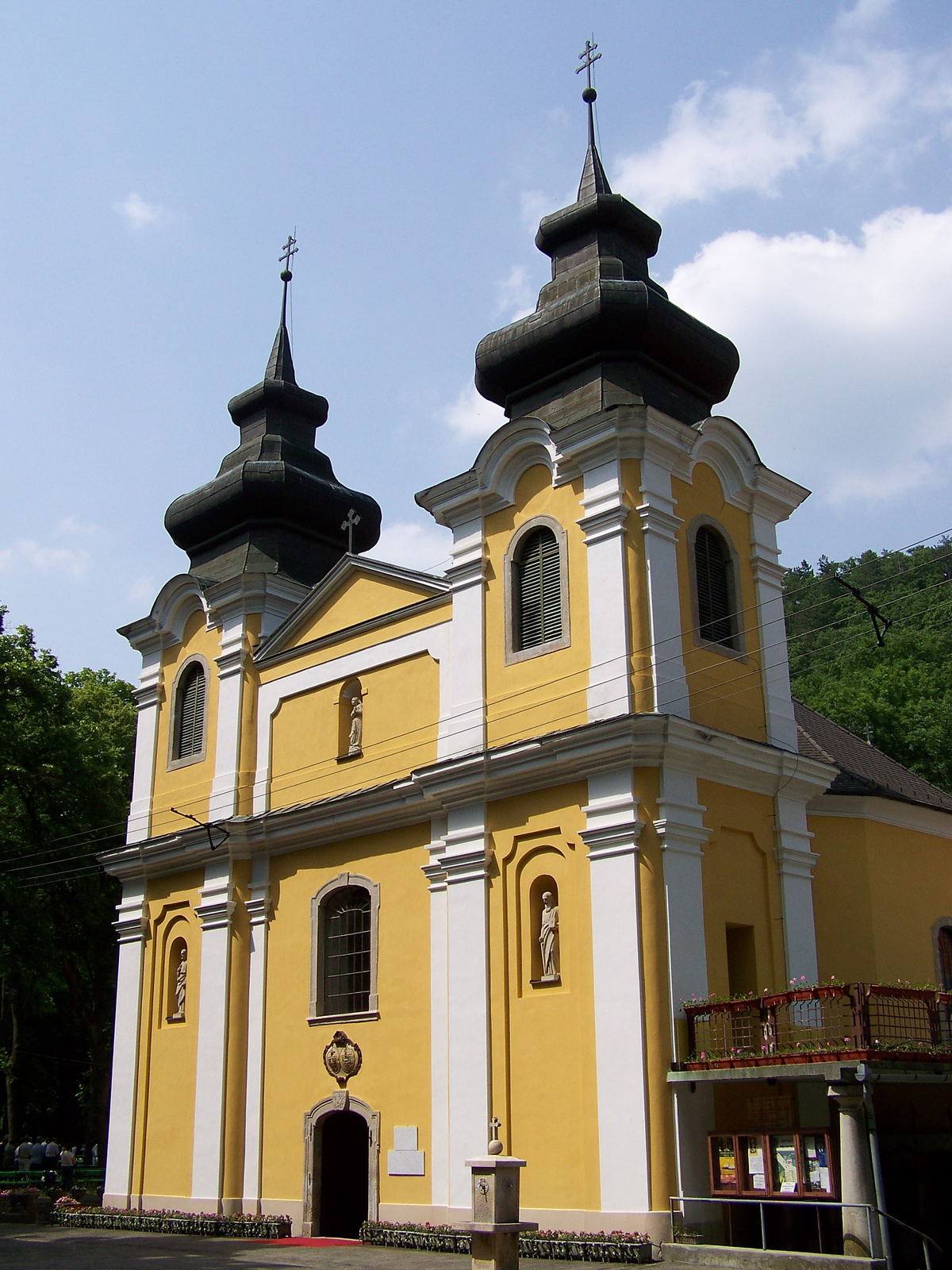
A Mátraverebély-Szentkút Nemzeti Kegyhely kegytemploma
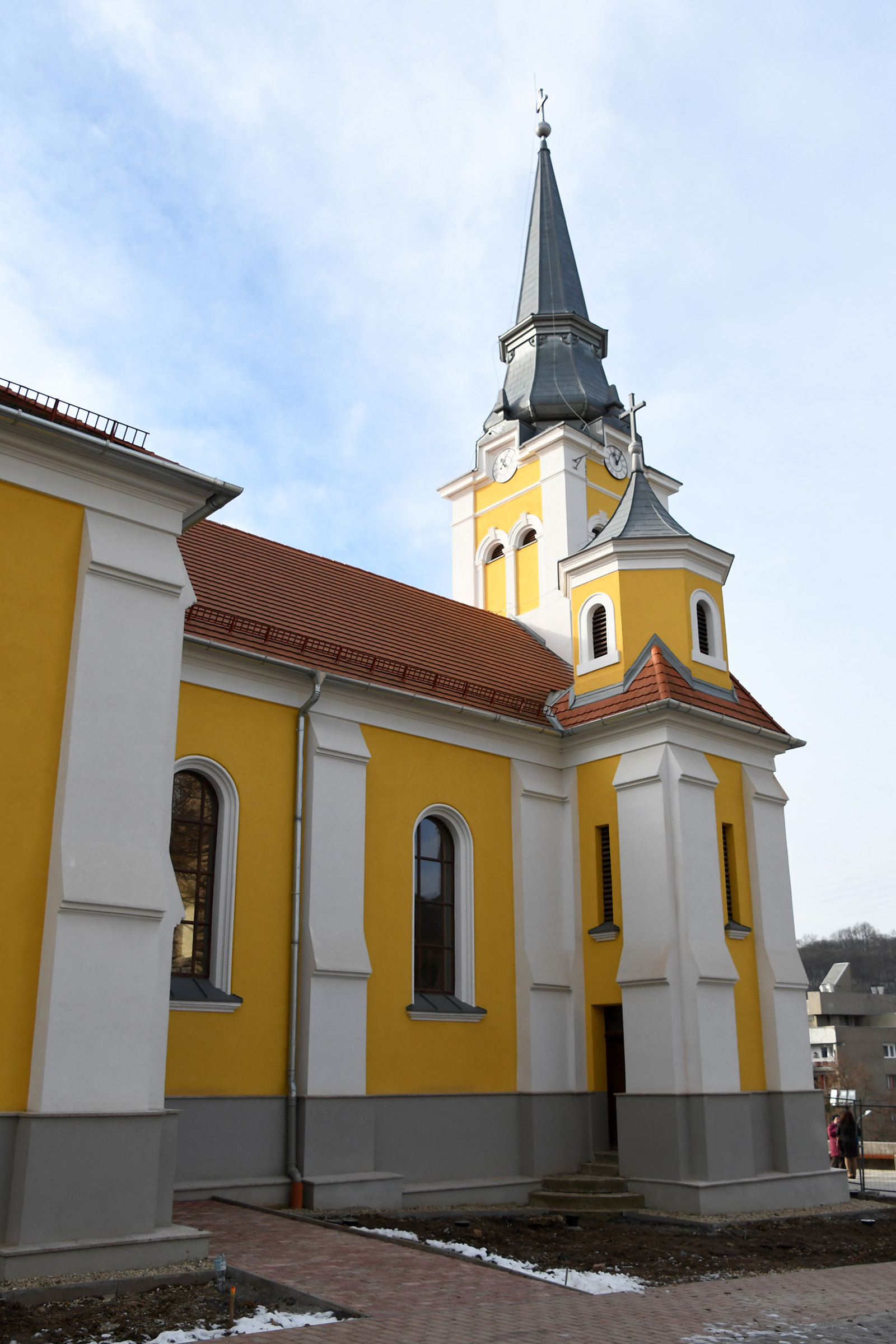
A salgótarjáni Kisboldogasszony-templom

## Gazdaság
A megye legnagyobb nyereségű cégei a 2006-os adózott eredmény szerint (zárójelben az országos toplistán elfoglalt helyezés)
1. Ursa Salgótarján Zrt. (104),
2. SVT-Wamsler Háztartástechnikai Zrt. (240),
3. ThyssenKrupp Silco-Inox Kft. (350).

Egészen az 1990-es évekig meghatározó volt a térségben a barnakőszén bányászata. Bővebben: Szénbányászat Nógrád megyében.
Salgótarján az 1690-as években fejlődött ipari központtá. A rendszerváltást követően a nehézipar válságba került. A 2020-as évekre ebben a megyében lett legmagasabb a munkanélküliségi ráta és egyben a legalacsonyabb az egy főre jutó GDP.

### Mezőgazdaság
A megye földrajzát hegyvidéki és dombos tájak jellemzik, mint például a Cserhát és a Börzsöny hegység. A mezőgazdaságban a szántóföldi művelés és a legeltetés dominál.
A megye mezőgazdasági területeinek jelentős részét a szántók és gyepek teszik ki. A gyümölcs- és szőlőtermesztés aránya kisebb, de vannak kiemelkedő települések ezen a téren is. Például Nógrád községben 200 hektáron folyik gyümölcstermesztés, míg Szendehely és Pásztó környékén egyaránt több mint 70 hektáron foglalkoznak szőlőtermesztéssel.
A szarvasmarha-tenyésztés kiemelkedő Ludányhalásziban, ahol mintegy 2500 egyedből áll az állomány. Érsekvadkerten is jelentős, 1877 fős szarvasmarha-állomány található. A sertéstenyésztés terén Pásztó emelkedik ki, több mint 11 700 sertéssel, ami a megye összes sertésállományának jelentős részét teszi ki. A juhászatban Nagylóc, Ipolyvece és Dorogháza környéke vezet, mindegyik településen ezer feletti juhállománnyal.
A 18. századtól kezdve a selyemhernyó-tenyésztés is jelen volt a megyében, bár sosem vált meghatározó ágazattá. Az eperfák ültetése és a selyemhernyó-tenyésztés többször is fellendülést mutatott, de végül nem vált a megye gazdaságának jelentős részévé.

### Ipar
Nógrád megye ipara hagyományosan a nehéziparra épült, különösen a bányászatra és a kohászatra. A 19. században a térségben feltárt barnaszénkészletek alapozták meg a nehézipar fejlődését, különösen Salgótarján és környékén. A 20. század közepén a bányászat, a kohászat és a fémfeldolgozás kiemelkedő jelentőséggel bírtak a megye gazdaságában.
A rendszerváltás után azonban a nehézipar visszaszorult, a bányászat megszűnt, és a megye iparszerkezete átalakult. Napjainkban a megye ipara diverzifikáltabb, és bár továbbra is az ipar a gazdaság húzóágazata, a korábbi nehézipari dominancia helyett más iparágak is jelentős szerepet kaptak.
A megye ipari fejlődésének támogatására különböző befektetésösztönzési programok és kezdeményezések indultak, amelyek célja a modern iparágak és technológiák meghonosítása, valamint a munkahelyteremtés elősegítése.

## Nyelvjárás
Nyelvjárása a palóc nyelvjárási csoporthoz tartozik, amely Magyarország északi részén és Szlovákia déli területein terjedt el. A palóc nyelvjárás az egyik legismertebb magyar nyelvjárás, és számos egyedi hangtani és szókincsbeli sajátossággal rendelkezik.

### Kiejtésbeli sajátosságok
- Magánhangzók ejtése: Az "a" hangot gyakran ajakzárás nélkül képzett "â"-nak ejtik, míg az "á" hang ejtése néhol egészen "ó"-ba hajlik. Például: "szamár" helyett "szâmâr", "alma" helyett "âlmâ".
- Diftongusok használata: Jellemzőek a záródó típusú kettőshangzók, például az "ó" hang "au"-ként, az "ő" "öü"-ként, az "é" pedig "ië"-ként jelenik meg.
- "ly" és "j" megkülönböztetése: A palóc nyelvjárásban egyértelműen megkülönböztetik a "ly" hangot a "j"-től, például: "lány" helyett "l(j)ány", "folyó" helyett "fol(j)ó".
- Ragok használata: A "-val", "-vel" rag v-je rendszerint nem hasonul, például: "házzal" helyett "házvâl", "asszonnyal" helyett "âsszonyvâl".

### Szókincsbeli sajátosságok
A palóc nyelvjárás számos egyedi kifejezést és tájszót tartalmaz, amelyek más régiókban nem feltétlenül ismertek. Néhány példa:
- "csanya": csalán
- "vareca": fakanál
- "totogykál": ügyetlenkedik
- "tyapa": ügyetlen ember
- "paradicska": paradicsom

Ezek a szavak jól tükrözik a palóc nyelvjárás gazdag és egyedi szókincsét. A palóc nyelvjárás sajátosságai hozzájárulnak a magyar nyelv sokszínűségéhez, és fontos részét képezik kulturális örökségünknek.

## Gasztronómia
Nógrád gasztronómiája szorosan kapcsolódik a palóc hagyományokhoz, melyek az ételek ízvilágában és elkészítési módjaiban is megnyilvánulnak. A térség konyhája a magyar és a szomszédos szlovák konyha elemeit ötvözi, gazdagítva ezzel az ízek palettáját.

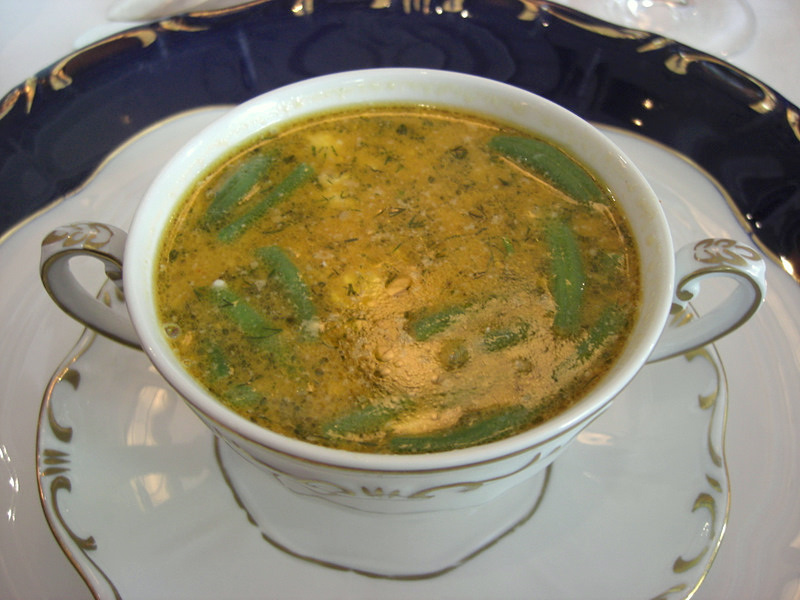
Palócleves

### Jellemző ételek
- Palócleves: Ez a savanykás ízű leves bárány- vagy sertéshúsból készül, zöldbabbal és burgonyával, tejföllel gazdagítva. A legenda szerint Gundel János alkotta meg Mikszáth Kálmán, a híres palóc író tiszteletére.
- Ganca: Egy egyszerű, de laktató étel, amely főtt krumpliból és lisztből készül. A masszát serpenyőben pirítják, majd tejföllel vagy aludttejjel tálalják.
- Morványkalács: Kelt tésztából készült sütemény, amelyet különböző formákra alakítanak, gyakran mákkal vagy mézzel fogyasztják. Ha megszárad, tejjel vagy vízzel meglocsolva frissítik fel.
- Fentő vagy ferentő: Kelt tésztából készülő sült finomság, amelyet megsodornak, felcsavarnak, és tüskésre formáznak. Mákkal vagy mézzel fogyasztják, és hasonlóan a morványkalácshoz, száradás után tejjel vagy vízzel frissítik fel.[20]Az Őrség Zöld Aranya, Magyarország tortája 2016-ban (a Salgótarjáni G&D Kézműves Cukrászda nyertes tortája)[21]

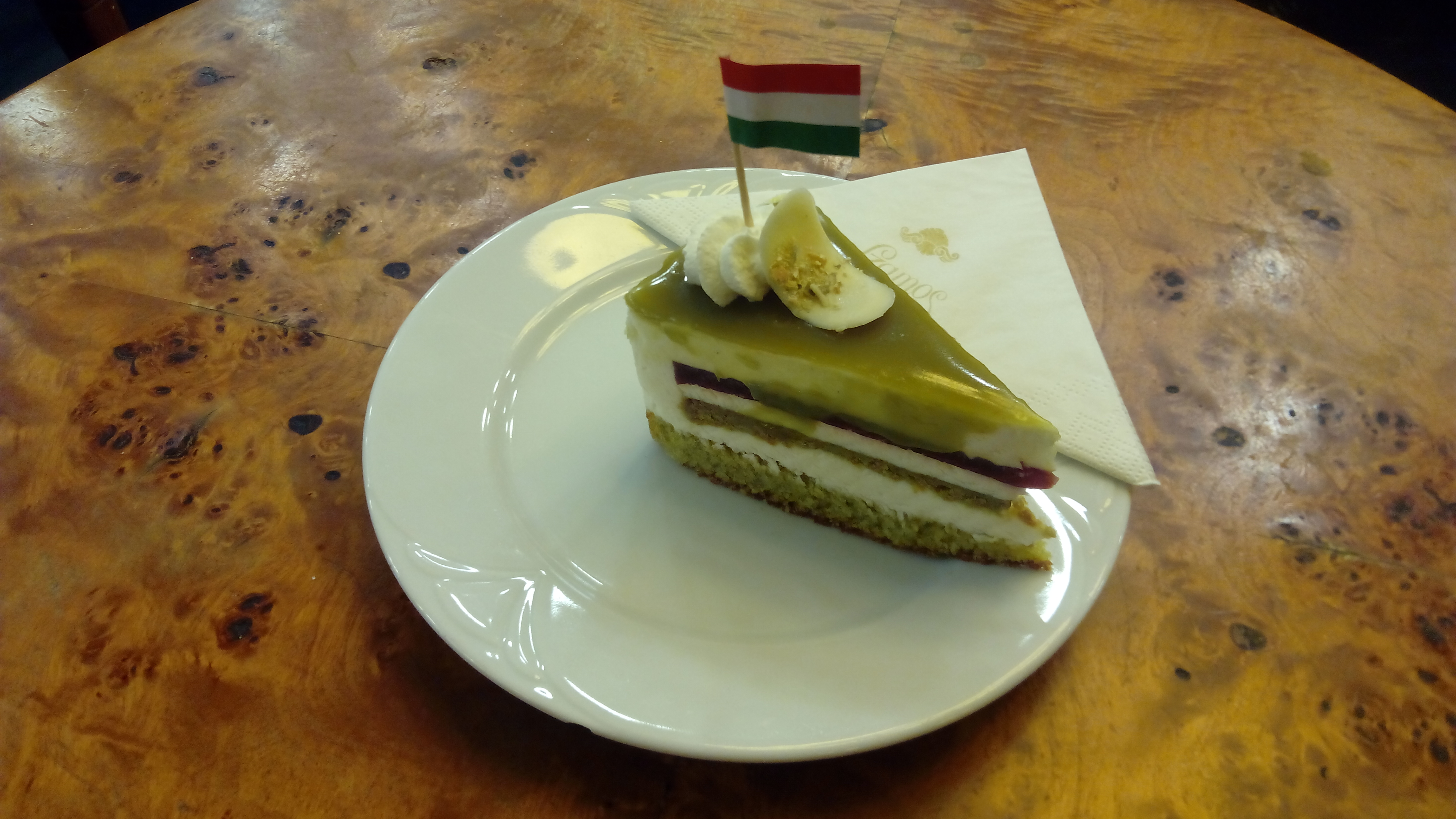
Az Őrség Zöld Aranya, Magyarország tortája 2016-ban (a Salgótarjáni G&D Kézműves Cukrászda nyertes tortája)

### Gasztronómiai események
A megye számos gasztronómiai rendezvénynek ad otthont, amelyek célja a helyi ízek és hagyományok bemutatása. Ilyen például a Hollókői Palóc Disznótor, ahol a látogatók megismerkedhetnek a hagyományos disznóvágás és feldolgozás folyamataival, valamint megkóstolhatják a frissen készült disznótoros ételeket.

## Oktatás és köznevelés

### Általános iskolák
Nógrád megye északi fekvésű régiójában számos általános iskola működik, amelyek a helyi közösségek oktatási igényeit szolgálják. Az iskolák fenntartói között megtalálhatók állami intézmények, egyházi iskolák és egyéb szervezetek által működtetett intézmények is.
A megye legnagyobb városában, Salgótarjánban több általános iskola is található. Ilyen például a Gagarin Általános Iskola, valamint a Beszterce-lakótelepi Tagiskola a Beszterce-téren. Ezek az intézmények a város különböző részein biztosítanak alapfokú oktatást a diákok számára.

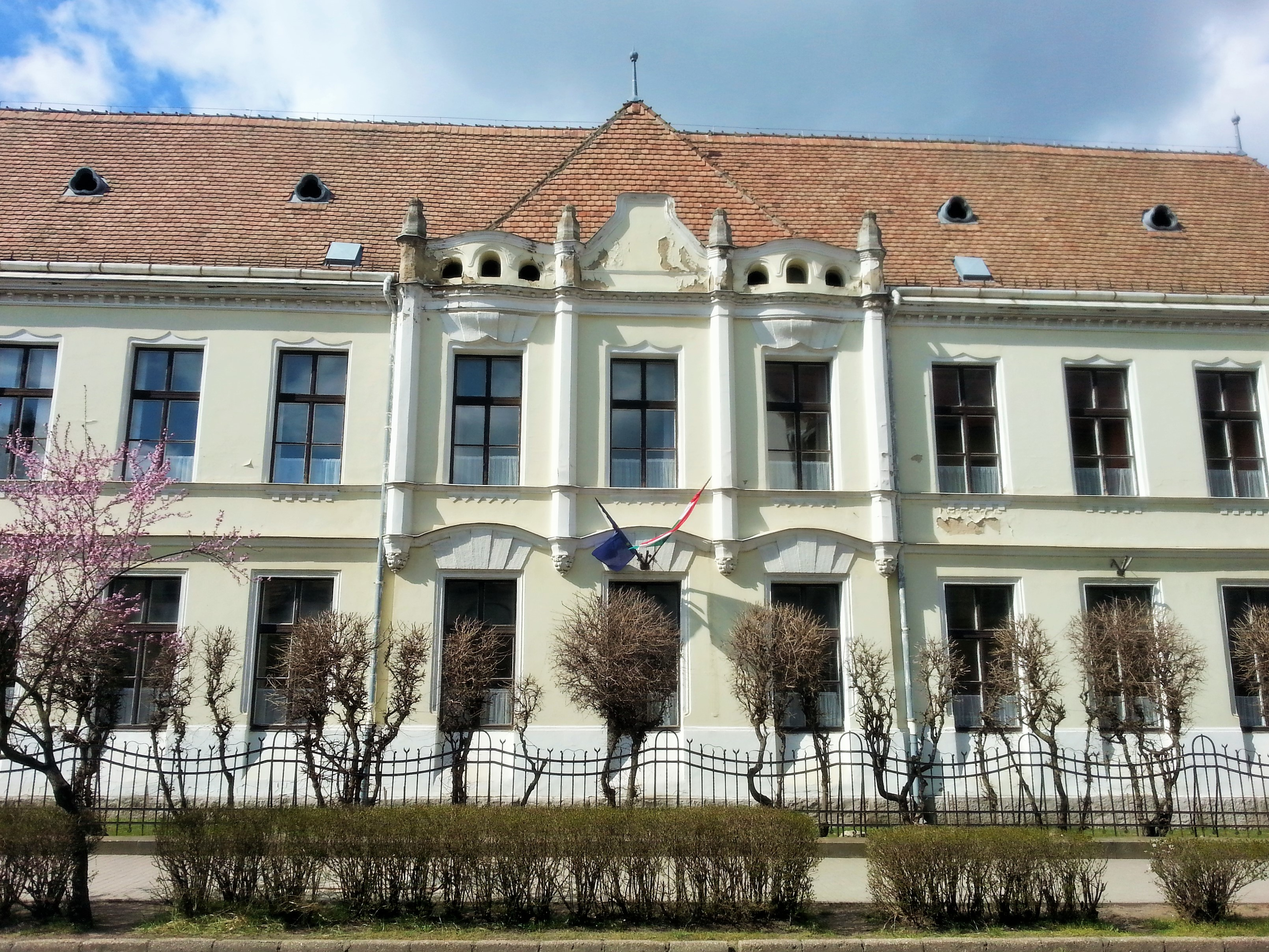
A balassagyarmati Kiss Árpád Általános Iskola

Balassagyarmaton is több általános iskola működik, például a Kiss Árpád Általános Iskola, valamint a Szent Imre Keresztény Általános Iskola, Gimnázium és Szakképző Iskola. Ezek az intézmények különböző oktatási programokat és nevelési elveket kínálnak a tanulóknak.
A kisebb településeken is működnek általános iskolák, amelyek fontos szerepet töltenek be a helyi közösségek életében. Például Héhalomban a Benedek Elek Általános Iskola, Kazáron az Aba Sámuel Általános Iskola, valamint Nógrádsipeken a Keresztény Általános Iskola és Óvoda biztosítja az alapfokú oktatást.
A megye általános iskolái között találhatók olyan intézmények is, amelyek speciális nevelési igényű gyermekekkel foglalkoznak. Ilyen például az Illyés Gyuláné Egységes Gyógypedagógiai Módszertani Intézmény Salgótarjánban, amely speciális oktatási programokat kínál a rászoruló diákok számára.
Az iskolák felvételi körzethatárait és a hozzájuk tartozó településeket a Salgótarjáni Tankerületi Központ határozza meg, amely évente frissíti az erre vonatkozó információkat.

### Középiskolák
Nógrád vármegyében számos középiskola működik, amelyek változatos képzési lehetőségeket kínálnak a diákok számára. A megye középiskoláinak jelentős részét a Nógrád Vármegyei Szakképzési Centrum fogja össze, amelynek célja a szakképzési intézmények hatékonyabb és összehangoltabb működésének elősegítése, valamint a gazdasági-piaci szereplők képzési igényeinek gyorsabb és rugalmasabb kielégítése.
A Centrumhoz tartozó iskolák között található a SZC Szondi György Technikum és Szakképző Iskola Balassagyarmaton, amely több mint 140 éves múltra tekint vissza, és a megye egyik legnagyobb szakképző intézménye.
Salgótarjánban működik a SZC Borbély Lajos Technikum, Szakképző Iskola és Kollégium, amely széleskörű képzési rendszert kínál, beleértve a középiskolai oktatást, felnőttek szakmai oktatását és kollégiumi elhelyezést is.
Ugyancsak Salgótarjánban található a SZC Kereskedelmi és Vendéglátóipari Technikum és Szakképző Iskola, amely a kereskedelem és vendéglátás területén nyújt képzéseket, célja pedig a versenyképes tudás átadása a város és a megye számára.
Balassagyarmaton működik továbbá a SZC Mikszáth Kálmán Technikum és Szakképző Iskola, amely több telephellyel is rendelkezik, és különböző szakmai képzéseket kínál a diákok számára.
A megye középiskolái között találhatóak továbbá gimnáziumok és egyéb szakképző intézmények is, amelyek különböző oktatási programokat és szakirányokat kínálnak a tanulóknak. A középiskolák sokszínűsége lehetővé teszi, hogy a diákok érdeklődésüknek és képességeiknek megfelelően válasszanak továbbtanulási irányt, és felkészüljenek a munkaerőpiac kihívásaira vagy a felsőoktatásban való továbbtanulásra.

### Felsőoktatás
Nógrád vármegyében a felsőoktatási lehetőségek korlátozottak, de a helyi fiatalok számára elérhetők. A megyeszékhelyen, Salgótarjánban működik az Óbudai Egyetem Salgótarjáni Képzési Központ és Kutatóhelye, amely a megye egyetlen felsőoktatási intézménye.
Az intézmény az alábbi alapképzési szakokat kínálja:
- Mérnökinformatikus (BSc) – nappali és levelező tagozaton
- Gazdálkodási és menedzsment (BSc) – nappali tagozaton
- Kereskedelem és marketing (BSc) – nappali tagozaton
- Villamos-üzemmérnöki (BProf) – nappali tagozaton[32]

Az egyetem célja, hogy a helyi fiatalok számára lehetőséget biztosítson a lakóhelyükhöz közeli felsőfokú tanulmányok folytatására, ezáltal elősegítve a végzettek helyben maradását és a térség gazdasági fejlődését.
Ezen kívül a Nógrád Vármegyei Szakképzési Centrum egyes intézményei együttműködnek felsőoktatási intézményekkel, például a Semmelweis Egyetemmel és a Neumann János Egyetemmel, ami lehetőséget teremt a diákok számára, hogy technikusi oklevéllel lépjenek ki az iskolából, és folytassák tanulmányaikat a felsőoktatásban.
Bár a megye felsőoktatási kínálata korlátozott, ezek az intézmények és együttműködések fontos szerepet játszanak a helyi fiatalok képzésében és a régió fejlődésében.

## Sport

### Labdarúgás
A megye labdarúgása gazdag múltra tekint vissza, és napjainkban is aktív sportélet jellemzi a térséget. A megyei labdarúgó-bajnokságok szervezéséért az MLSZ Nógrád Vármegyei Igazgatósága felelős, amely a különböző osztályok versenyeit koordinálja.

#### Bajnoki rendszer
A megyei labdarúgás legmagasabb szintje a Nógrád Vármegyei I. osztály, amely az országos rendszerben a negyedosztálynak felel meg. A 2024/2025-ös szezonban 13 csapat vett részt a küzdelmekben, többek között a Balassagyarmati VSE, a Bánk-DUSE és a Bátonyterenyei TC.
A bajnokság aktuális állása szerint a Silver Tüzép-Karancslapujtő KSE vezeti a tabellát, őket követi a Vizslási SE és az Unicum FC Mohora. A szezon során eddig átlagosan 4,19 gól született mérkőzésenként, ami a támadójáték dominanciáját mutatja.

#### Fontosabb csapatok
- Salgótarjáni BTC (SBTC): A megye egyik legrégebbi és legismertebb klubja, amely 1920-ban alakult. Jelenleg az NB III-ban szerepel, és jelentős szerepet játszik a megye labdarúgásában.
- Balassagyarmati VSE: 1902-ben alapították, és hosszú története során meghatározó szereplője volt a megyei labdarúgásnak. Jelenleg a megyei első osztályban versenyez.

#### Utánpótlás és fejlesztések
A megyei szövetség kiemelt figyelmet fordít az utánpótlás-nevelésre és a grassroots programokra, amelyek célja a fiatal tehetségek felkutatása és fejlesztése. Ezen programok hozzájárulnak a sportág népszerűsítéséhez és a jövőbeli sikerek megalapozásához.

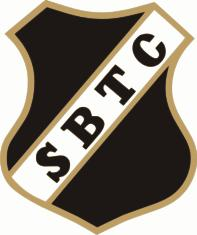
Salgótarjáni BTC

### Kosárlabda
A megye kosárlabdaéletét a Nógrád Vármegyei Kosárlabda Szövetség koordinálja, amely különböző korosztályos bajnokságokat és tornákat szervez. Az utánpótlás-nevelés kiemelt figyelmet kap, rendszeresen rendeznek U12, U14, U16 és U18 korosztályok számára versenyeket. Például a 2024. decemberében megrendezett tornán a Páter Bárkányi Gimnázium lánycsapata remekelt.
A megye egyik jelentős kosárlabdaklubja a Beszterce Kosárlabda Klub, amely 1999-ben alakult Salgótarjánban. Céljuk, hogy új színt vigyenek a helyi kosárlabdaéletbe, és magas színvonalú játékot biztosítsanak a régióban.

### Kézilabda
A kézilabda is népszerű sportág a megyében. A Balassagyarmati Kábel SE és a Salgótarjáni Építők KC a régió meghatározó kézilabdacsapatai közé tartoznak. Az utánpótlás-nevelés és a felnőtt csapatok is aktívan részt vesznek a különböző bajnokságokban és tornákon.

### Atlétika
Az atlétika terén is jelentős tevékenység folyik a megyében. A Salgótarjáni Atlétikai Club és a Vitalitás SE Balassagyarmat rendszeresen szervez edzéseket és versenyeket, hozzájárulva a fiatal tehetségek fejlődéséhez. Például a balassagyarmati Vitalitás SE dobói Tapolcán értek el egyéni csúcsokat.

## Infrastruktúra és közlekedés

### Autópályák
Nógrád vármegye területén jelenleg nincs autópálya, azonban tervben van az M2-es autópálya kibővítése egészen a szlovák határig. A tervezett szakasz pedig keresztülhalad a megye nyugati részén. A megye közlekedését elsősorban a 21-es és a 22-es főutak biztosítják. A 21-es főút egyes szakaszait négynyomúsították, javítva ezzel a közlekedési feltételeket.
Fontos megjegyezni, hogy Nógrád vármegye területén nincsenek díjköteles gyorsforgalmi utak, így az itt közlekedőknek nem szükséges autópálya-matricát vásárolniuk.
| Út | Európai út | Érintett települések, nagyobb kereszteződések                  | Hossz  | Hossz     | Hossz | Hossz     | Térkép |
| Út | Európai út | Érintett települések, nagyobb kereszteződések                  | Teljes | Elkészült | Épül  | Tervezett | Térkép |
| -- | ---------- | -------------------------------------------------------------- | ------ | --------- | ----- | --------- | ------ |
|    |            | Dunakeszi (M0) – Vác – Rétság – Hont–Parassapuszta / Szlovákia | 68 km  | 30 km     | 0 km  | 38 km     |        |

### Közúti közlekedés
Nógrád vármegye területét autópálya nem érinti, a közúthálózat gerincét négy főútvonal alkotja:
- Az elsőrendű 2-es főút észak-dél irányban vezet végig a megye nyugati szélén Vác-Rétság-Parassapuszta között.
- Az elsőrendű 21-es főút a megye keleti szélét érinti, Hatvan-Salgótarján-országhatár útirányon.
- A másodrendű 22-es főút kelet-nyugat irányban vezet keresztül a megyén, Rétság-Balassagyarmat-Salgótarján irányban összekötve a két elsőrendű főutat.
- A másodrendű 23-as főút a megye keleti részét érinti, Bátonyterenye-Eger-Kerecsend útirányon.

A távolsági közúti autóbusz közlekedést és a salgótarjáni, balassagyarmati, bátonyterenyei helyijáratokat a Volánbusz üzemelteti.
| Út | Érintett települések                                                                                               | Hossz    | Térkép |
| -- | --- | -------- | ------ |
|    | Szendehely – Rétság – Borsosberény – Nagyoroszi – Drégelypalánk – Hont                                             | 78 km    |        |
|    | Jobbágyi – Pásztó – Mátraszőlős – Tar – Mátraverebély – Bátonyterenye – Salgótarján – Somoskőújfalu                | 65 km    |        |
|    | Salgótarján – Kishartyán – Ságújfalu – Karancsság – Szalmatercs – Endrefalva – Szécsény – Őrhalom – Balassagyarmat | 67 km    |        |
|    | Bátonyterenye – Nemti – Mátraterenye                                                                               | 33 km    |        |
|    | Salgótarján | 3,3 km   | –      |
|    | Balassagyarmat | 0,172 km | –      |

### Vasúti közlekedés
Vasúti közlekedés szempontjából Nógrád vármegye helyzete periferiális. Területén nincs jelentős vasúti fővonal, nincs villamosított vasútvonal, nincs távolsági InterCity vagy gyorsvonati közlekedés, a megyének nincs közvetlen kapcsolata a fővárossal. Az összes vasútvonal egyvágányú, dízeles vontatással üzemel, a pályasebesség nem haladja meg a 80 km/h-t.

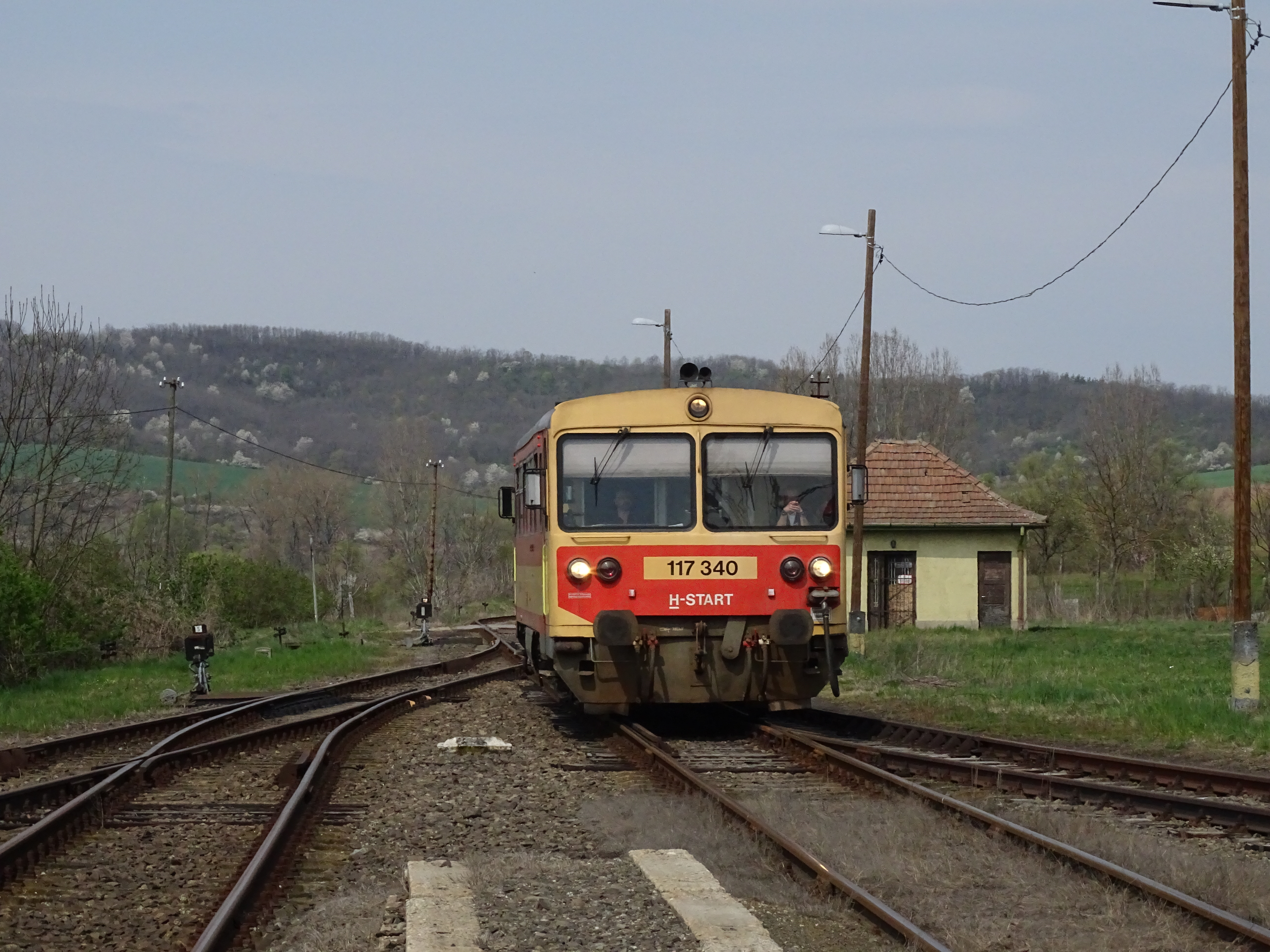
Bzmot személyvonat érkezik Nógrádszakál állomásra

A megye vasúthálózata két törzshálózati vonal köré szerveződik, melyet mellékvonalak egészítenek ki.
- A megye legfontosabb vonala a Zagyva völgyében vezető Hatvan–Somoskőújfalu-vasútvonal, amely Salgótarjánt kapcsolja a vasúthálózatba. Trianon előtt kétvágányú fővonalként a MÁV fő kapcsolatát jelentette északi irányba. Azóta jelentőségét nagyrészt elveszítette, napjainkban a nemzetközi határátlépő forgalom is megszűnt Fülek irányában. Órás ütemes menetrend szerinti személyvonati közlekedés jellemző a vonalon.
- Az Aszód–Balassagyarmat–Ipolytarnóc-vasútvonal az egykori megyeszékhely Balassagyarmat közvetlen vasúti kapcsolatát jelenti a miskolci fővonallal. 2012 áprilisában a járatritkítások történtek ezen a vonalon is, így Balassagyarmat is elvesztette közvetlen, Keleti pályaudvarra közlekedő vonatait. A vasútvonal északi része az Ipoly völgyében Szlovákia területén Losoncig folytatódik, azonban a határt átlépő szakaszon a személyforgalom megszűnt.
- A Vác–Balassagyarmat-vasútvonal a megye északnyugati részén, a Börzsöny lábánál illetve az Ipoly völgyében halad.  Elsősorban regionális személyforgalmat bonyolít le. A vonalat a trianoni határ szintén elvágta Ipolyság és Hont között, viszont itt a vágányokat is felszedték, jelenleg Drégelypalánknál irányváltással közlekednek a vonatok.
- A megye további két vasúti mellékvonalán Diósjenő és Romhány, valamint Kisterenye és Kál-Kápolna között a vasúti személyszállítás 2007 márciusában megszűnt. Utóbbi vasútvonalnak kiágazó szárnyvonala volt a Mátramindszent–Mátranovák-Homokterenye-vasútvonal, amelyen 1993-ban szűnt meg a személyszállítás, ott napjainkra a vágányokat is elbontották.

### Légi közlekedés
A vármegye légi közlekedése jelenleg rendkívül korlátozott, mivel nem található polgári, menetrend szerinti repülőtér. A területfejlesztési és rendezési dokumentumok alapján a közeljövőben sem terveznek ilyen jellegű légi infrastruktúrát kiépíteni. A megyében egyedül Bátonyterenye térségében működik egy magánhasználatú, füves pályás, nem nyilvános repülőtér, amely elsősorban kisebb, privát repülőgépek és vitorlázógépek számára nyújt lehetőséget a leszállásra és felszállásra.
A légi közlekedéshez kapcsolódóan a megyében elsősorban nem a személyszállítás, hanem a speciális feladatok kapnak szerepet. A Nógrád Vármegyei Rendőr-főkapitányság rendszeresen alkalmaz drónokat közlekedésrendészeti és közbiztonsági célokra, például szabályszegések felderítésére és dokumentálására. A drónos megfigyelés különösen azokon a területeken jellemző, ahol nagyobb a szabálytalanságok előfordulása, például Bátonyterenye környékén.

### Határátkelők
- Hont – Ipolyság
- Balassagyarmat – Tótgyarmat
- Ipolytarnóc – Kalonda
- Somoskőújfalu – Sátorosbánya

## Híres szülöttei
- Széchényi György (Szécsény, 1603 vagy 1605/1606 – Pozsony, 1695. február 18.) csanádi, pécsi, veszprémi, majd győri püspök; kalocsai, később esztergomi érsek, prímás, katolikus egyházi író
- Madách Imre (Alsósztregova, 1823. január 20. – Alsósztregova, 1864. október 5.) magyar költő, író, ügyvéd, politikus, a Kisfaludy Társaság rendes és a Magyar Tudományos Akadémia levelező tagja. A magyar irodalom és drámaköltészet kiemelkedő alakja
- Nagy Iván (Balassagyarmat, 1824. június 18. – Horpács, 1898. október 26.) az egyik legnagyobb hatású magyar genealógus, heraldikus, történész
- Mikszáth Kálmán (Szklabonya, 1847. január 16. – Budapest, Józsefváros, 1910. május 28.) magyar író, újságíró, szerkesztő, országgyűlési képviselő
- Komjáthy Jenő (Szécsény, 1858. február 2. – Budapest, 1895. január 26.) magyar költő. A 19. század végén a magyar líra egyik megújítója
- Jászai Samu (Szécsény, 1859. október 5. – Budapest, 1927. január 18.) nemzetgyűlési képviselő, szociáldemokrata politikus, nyomdász és lapszerkesztő
- Krúdy Ferenc (Szécsény, 1883. november 8. – Toronto, Kanada, 1973. január 29.) magyar agrárpolitikus, főispán, országgyűlési képviselő
- Huszár Aladár Károly (Ipolybalog, 1885. május 10. – Dachau, 1945. február 4.) jogász, birtokos, jobboldali politikus, több vármegye főispánja, Budapest főpolgármestere
- Tildy Zoltán (Losonc, 1889. november 18. – Budapest, 1961. augusztus 3.) református lelkész, politikus, magyar miniszterelnök, majd köztársasági elnök
- Jobbágy Károly (Balassagyarmat, 1921. május 27. – Budapest, 1998. január 16.) kétszeres József Attila-díjas (1954, 1963) magyar költő, műfordító, a „könyvtáros tanár”
- Patassy Tibor (Balassagyarmat, 1925. szeptember 12. – Budapest, 2011. július 29.) kétszeres Jászai Mari-díjas magyar színész, érdemes művész
- Lévai Sándor (Balassagyarmat, 1930. augusztus 3. – Budapest, 1997. január 4.) magyar bábművész, báb- és díszlettervező; legismertebb munkája a Süsü, a sárkány című bábfilmsorozat címszereplőjének, Süsünek a figurája
- Pándy Piroska (Salgótarján, 1962. június 8. –) Liszt Ferenc-díjas magyar opera-és operetténekesnő (szoprán), érdemes művész
- Juhász Gábor (Salgótarján, 1963. július 14. –) magyar politikus, a Bajnai-kormány második polgári titkosszolgálatokat felügyelő tárca nélküli minisztere
- Baranyi Krisztina (Salgótarján, 1967 –) magyar politikus, 2019-től Budapest IX. kerülete (Ferencváros) polgármestere
- Bognár Gyöngyvér (Balassagyarmat, 1972.–) magyar színésznő, rádiós-televíziós szerkesztő, műsorvezető
- Gáspár Győző, művésznevén: Győzike (Salgótarján, 1974. január 4. –) cigány származású énekes, műsorvezető, televíziós személyiség
- Gáspár László (Balassagyarmat, 1979. június 12. –) énekes, dalszerző
- Radics Gigi (Endrefalva, 1996. augusztus 17. –) magyar énekesnő

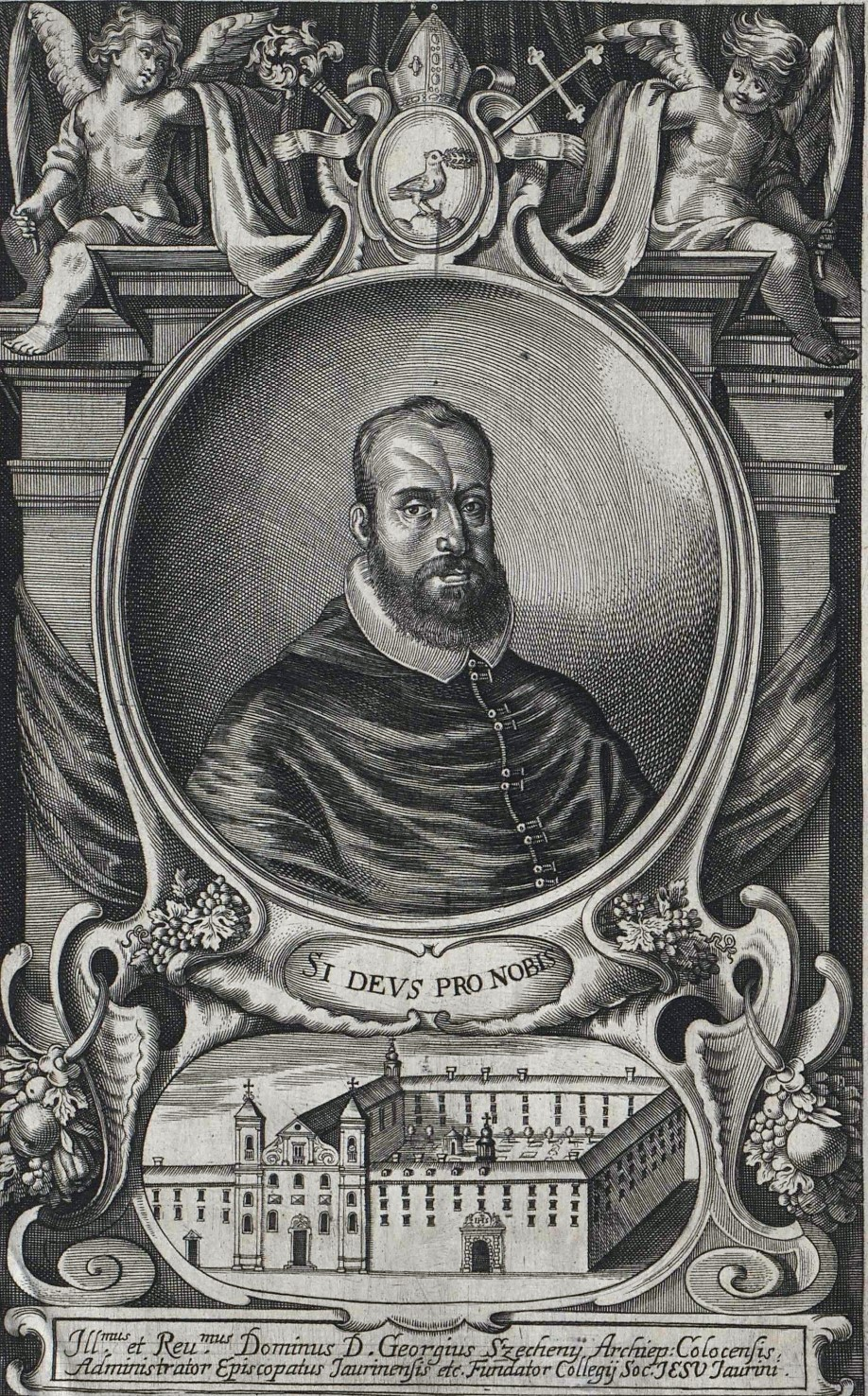
Széchenyi György
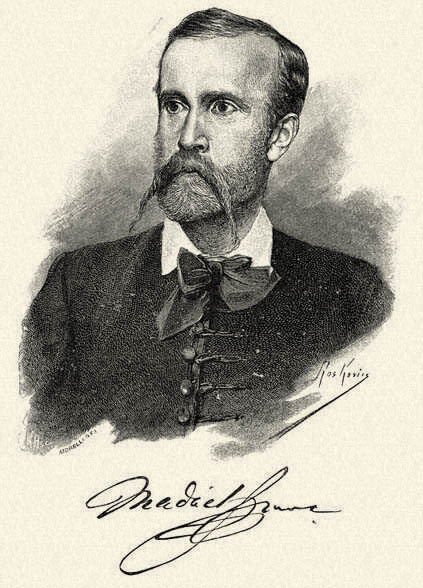
Madách Imre
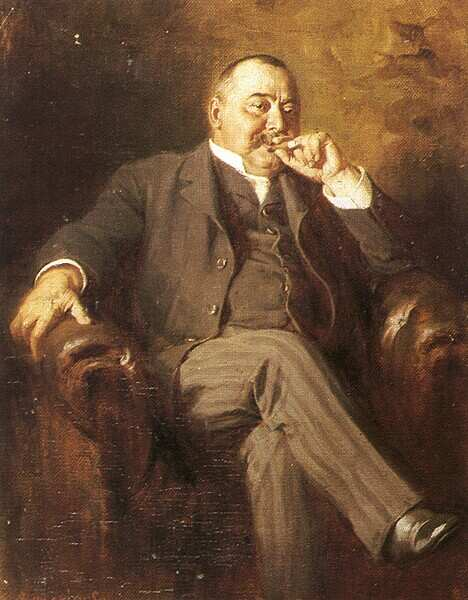
Mikszáth Kálmán
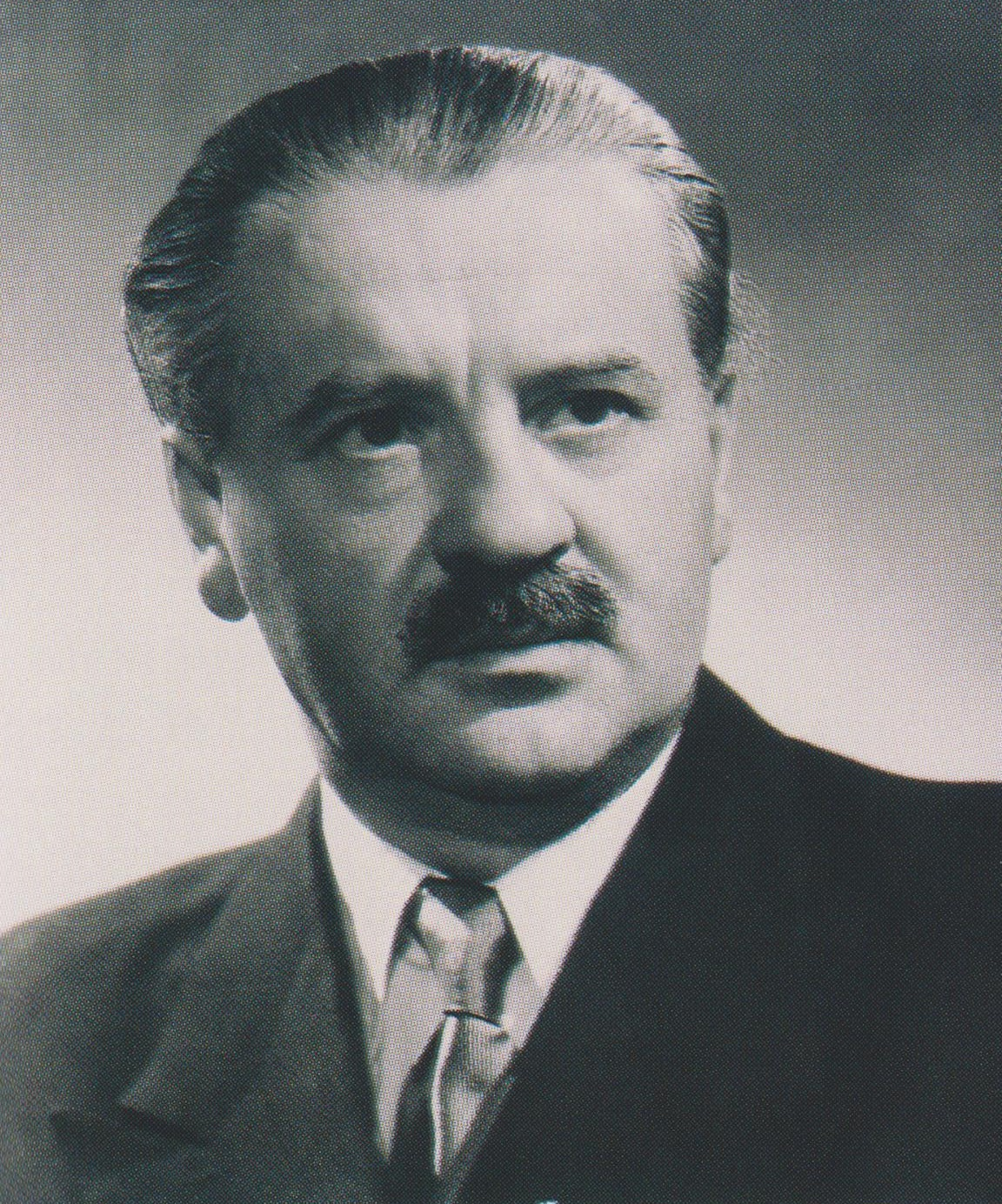
Tildy Zoltán
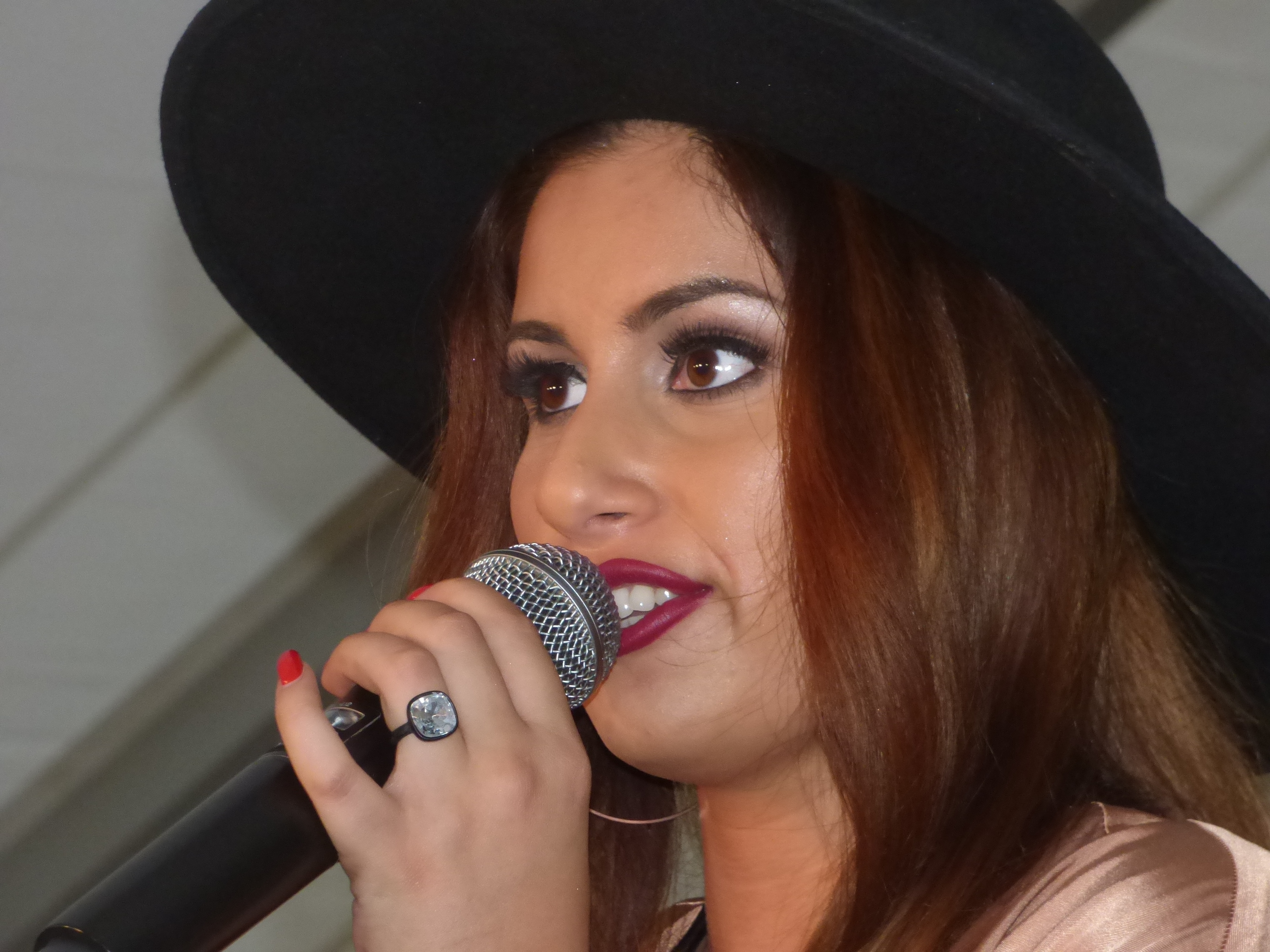
Radics Gigi

## Kultúra
Lásd még: a Nógrád vármegyei múzeumok listája cikket
A Zenthe Ferenc Színház az egyetlen állandó színház a megyében,Salgótarjánban található.

### Turizmus
Lásd még: a Nógrád vármegye turisztikai látnivalóinak listája és Nógrád vármegye műemlékeinek listája cikkeket

Nógrád vármegye a magyarországi turisztikai régiók közül a Észak-Magyarország régió tartozik, fő vonzerejét a megkapó természeti környezet, a palóc néphagyományok és a számtalan műemlékek és kulturális emlékek jelenti. Ezek közül kiemelkedik a pásztói műemléki városközpont, a szécsényi várnegyed és a hollókői ófalu, amely a világörökség részét képezi. A megyében több mint 350 építmény védett, a többségük épület, kisebb részük szobor, illetve műszaki létesítmény (például híd). A nyilvántartásban 55 műemlék, 251 műemlék jellegű építmény és hét műemléki környezet, védett épületegyüttes szerepel. Nemzetközileg is egyedülálló kiállítóhely a salgótarjáni Földalatti Bányamúzeum és az ipolytarnóci Ősmaradványok Természetvédelmi Terület.

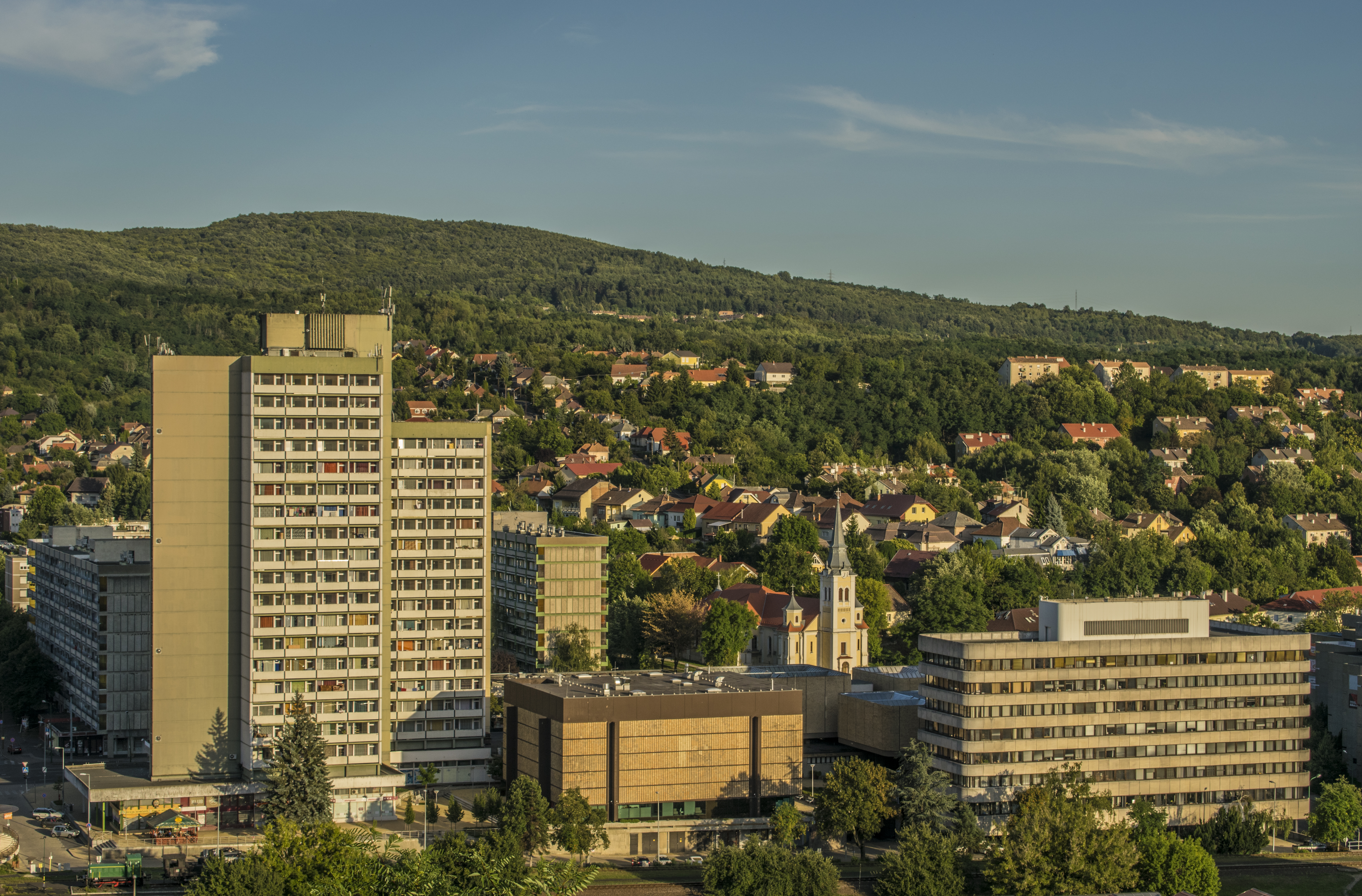
Salgótarján, a vármegyeszékhely
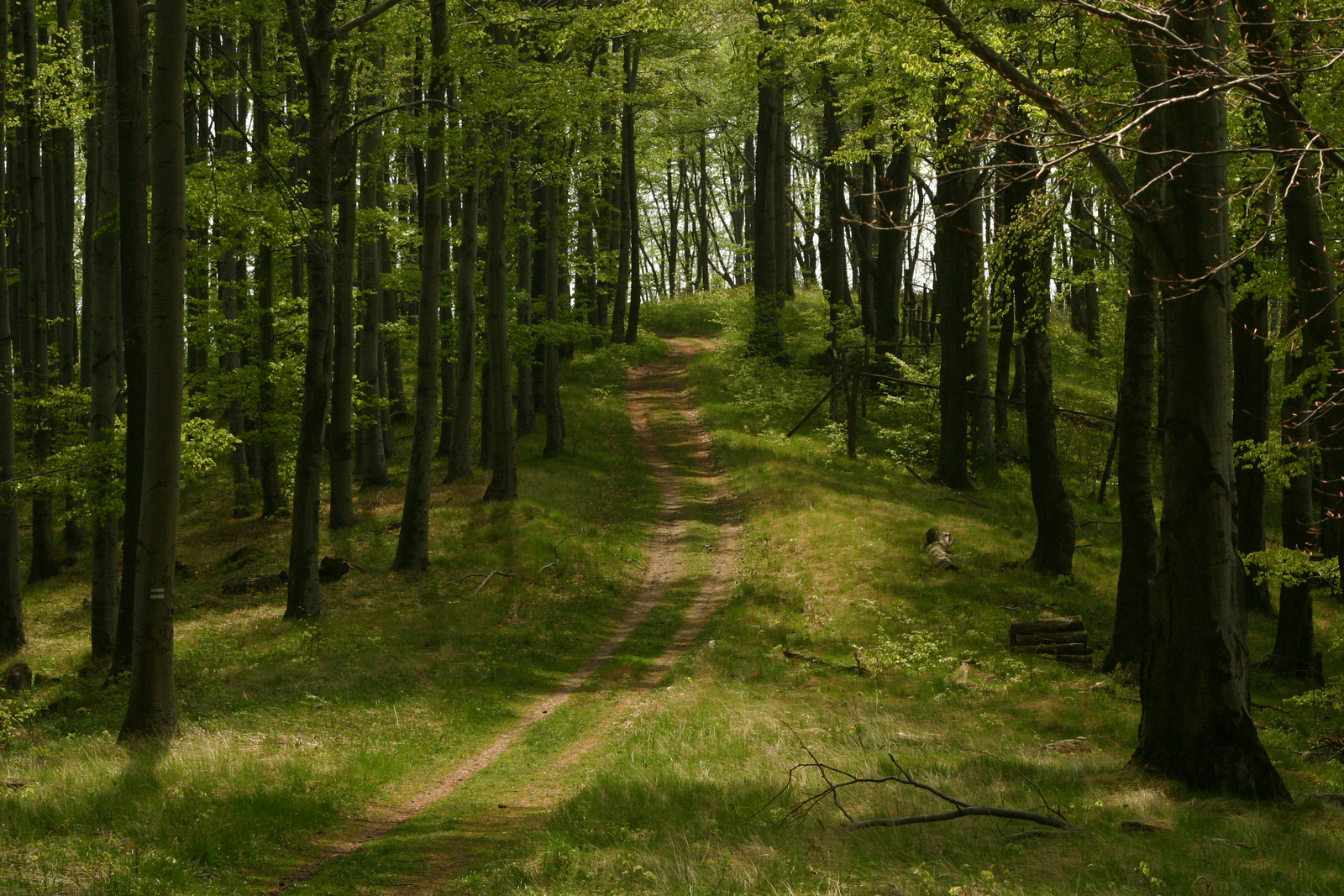
Erdő a Börzsönyben, Diósjenő határában
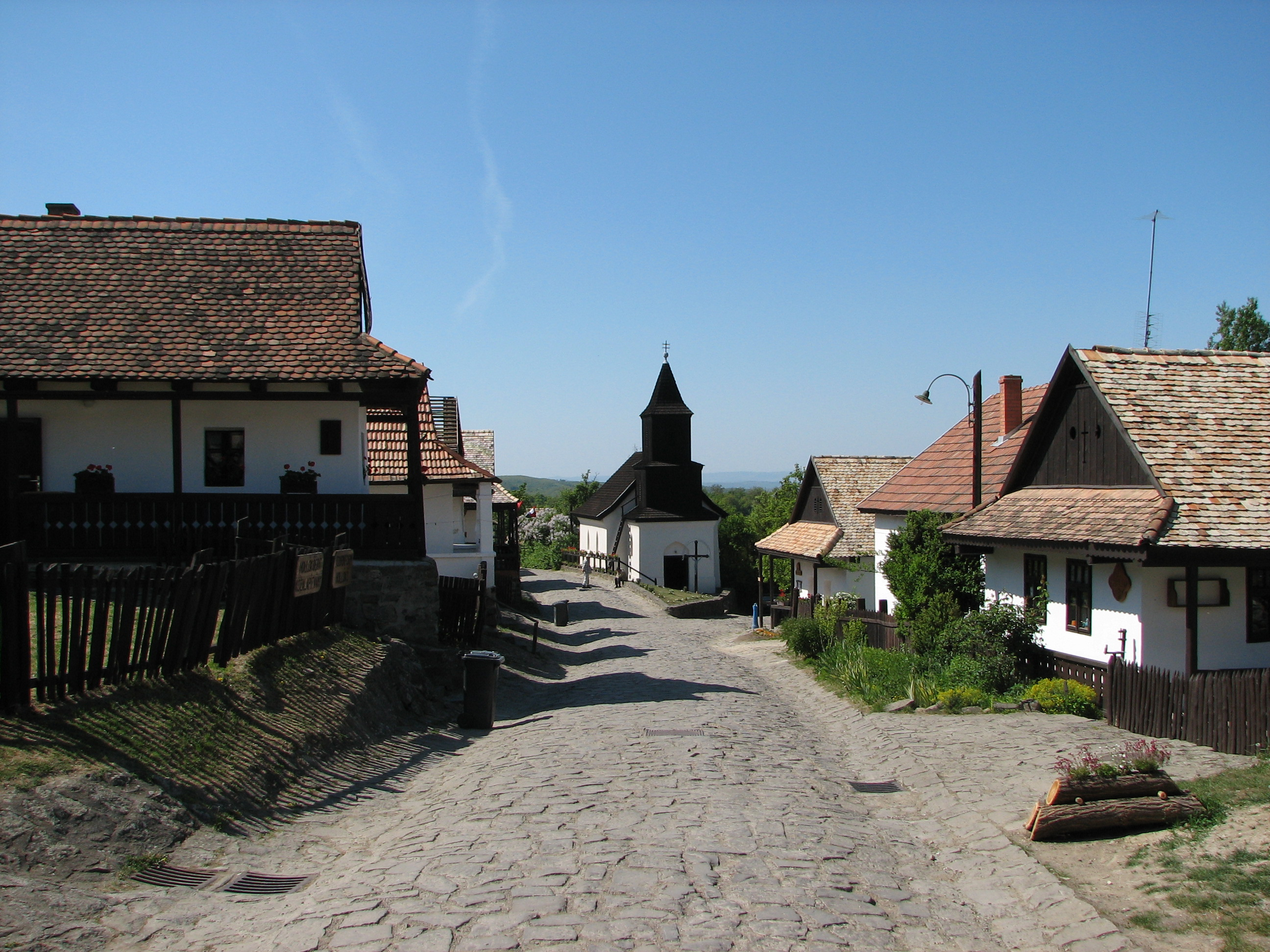
A világörökség részét képző hollókői ófalu részlete
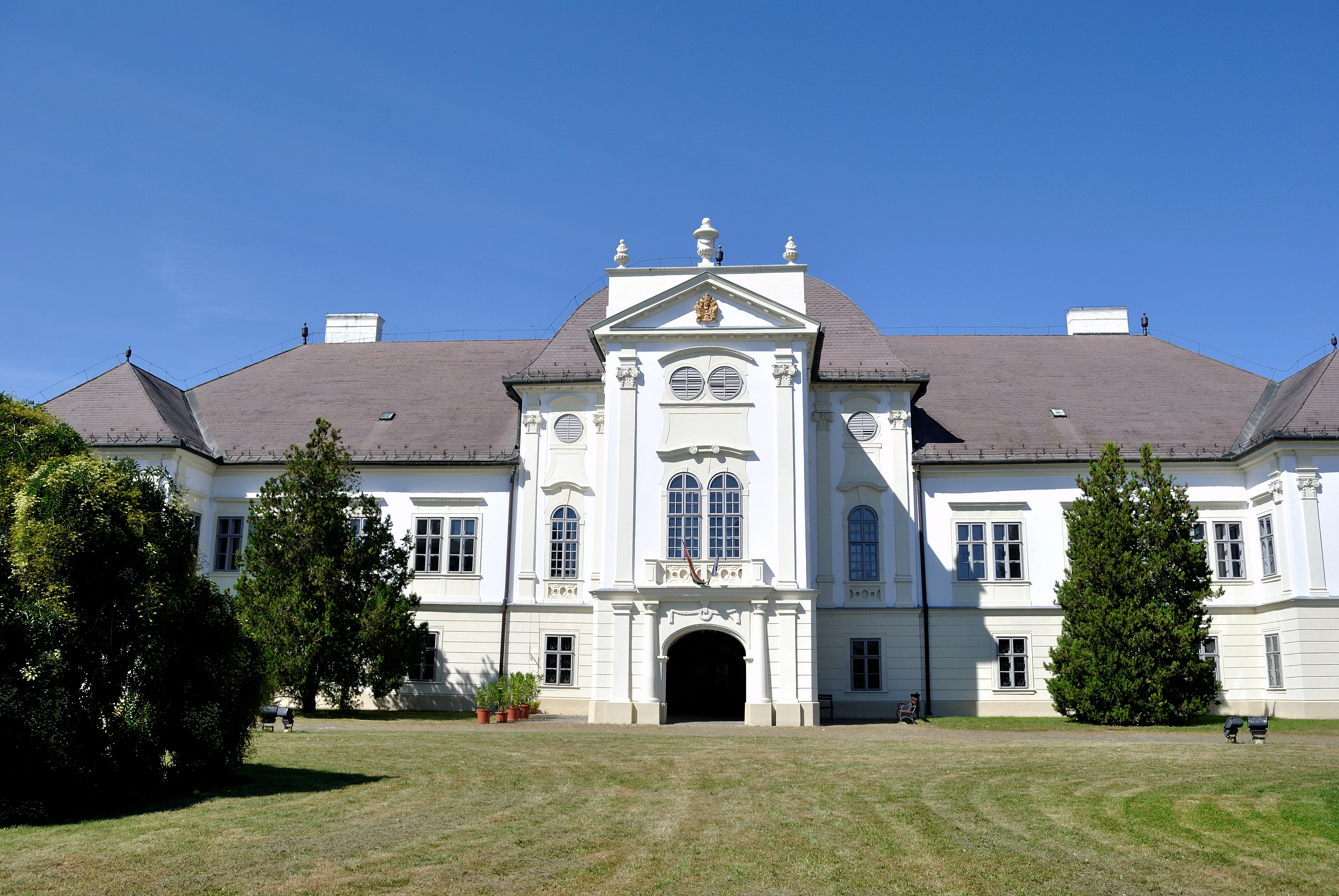
A Forgách-kastély főhomlokzata Szécsény településen
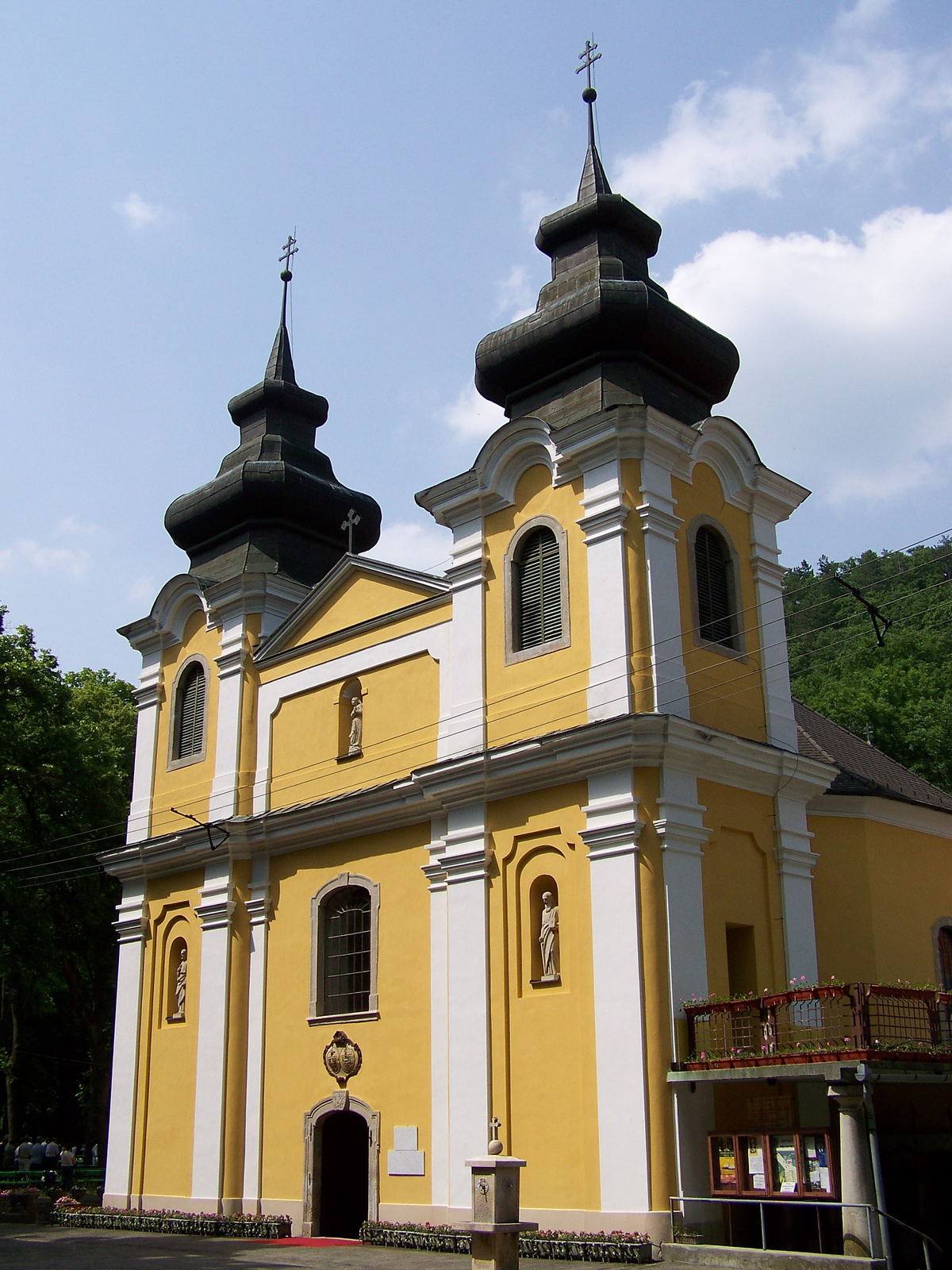
A Mátraverebély-Szentkút Nemzeti Kegyhely kegytemploma
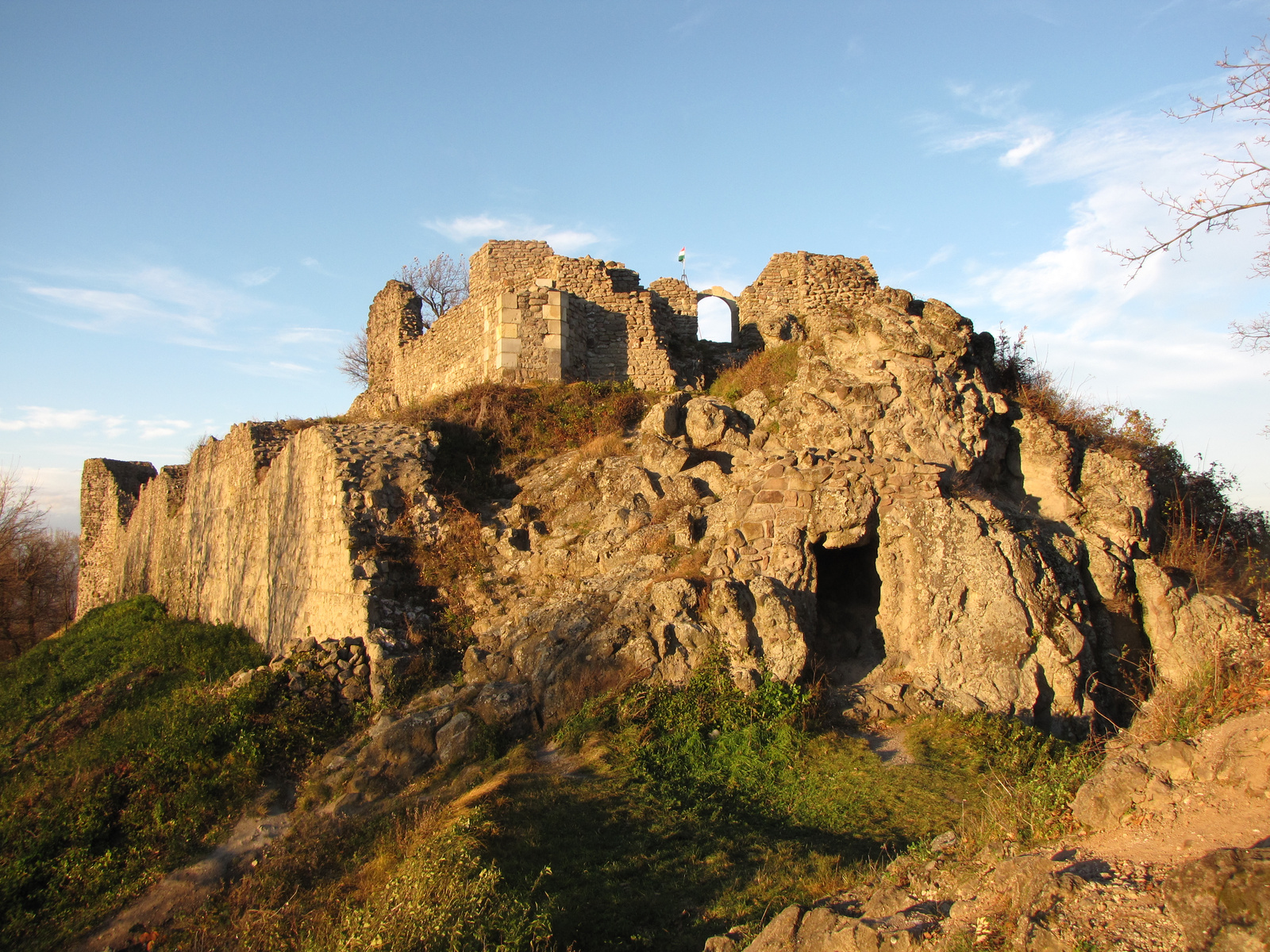
A drégely vár romjai
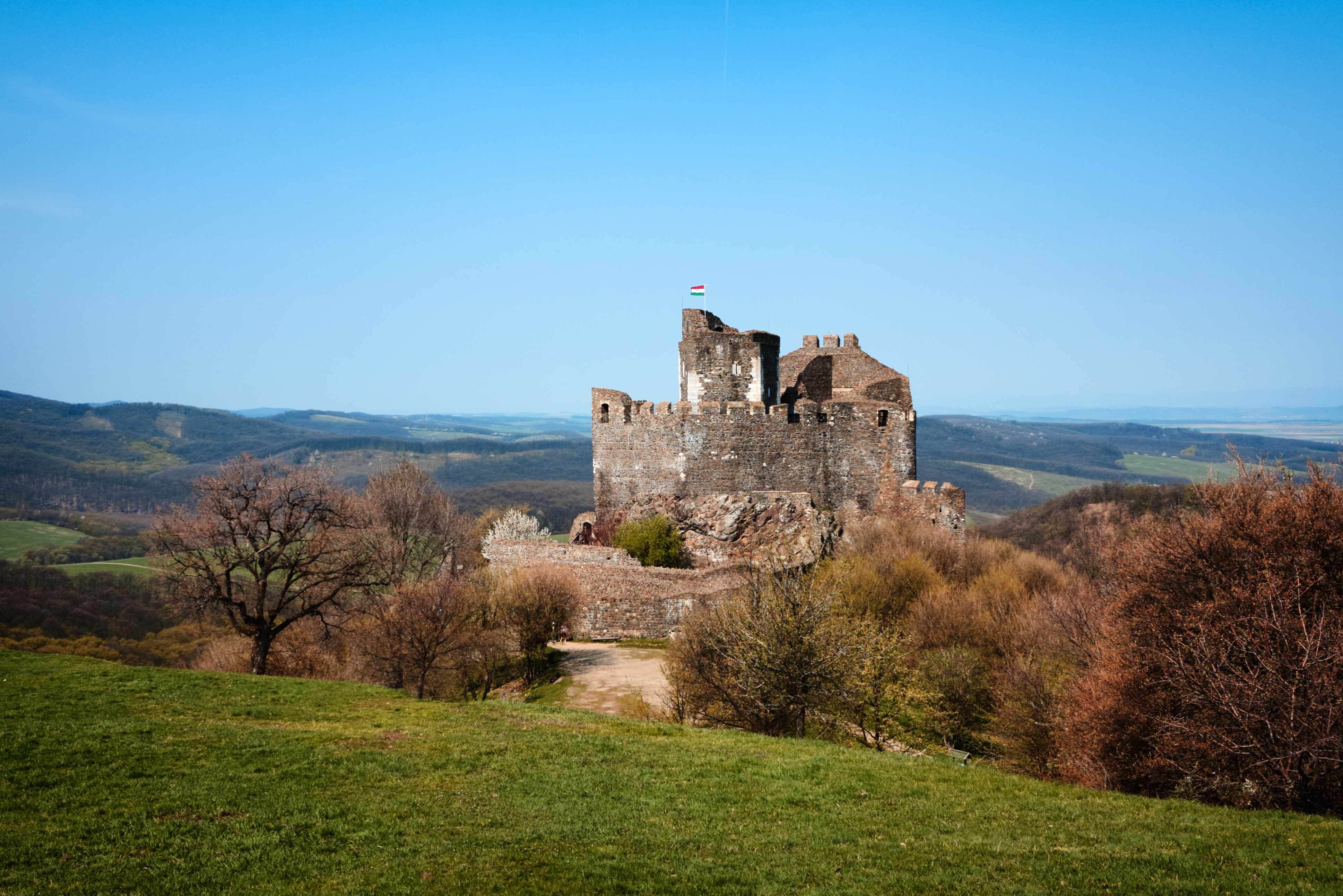
Hollókő vára
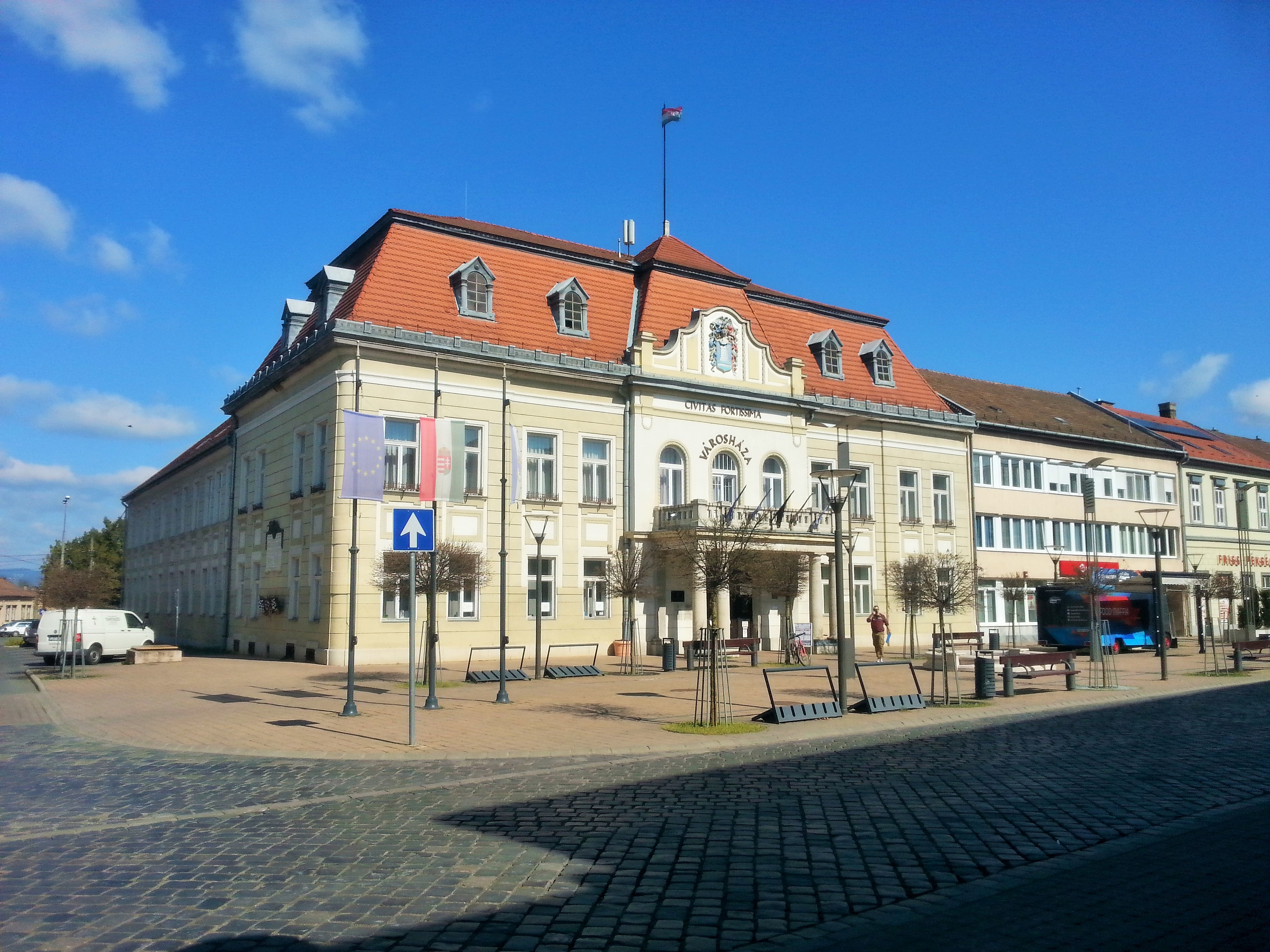
Balassagyarmat, az egykori székhely belvárosa

## Települései
Nógrád az ország legkisebb lélekszámú megyéje, kevesebben élnek a megyében, mint Debrecenben. Településszerkezetére jellemzőek az aprófalvak, sokuk lakossága 1000 fő alatti. A települések területi eloszlása egyenletes. A megyében 6 város és 125 község van. Nógrád vármegye az ország legkevesebb várossal rendelkező megyéje. Nagyvárosok nincsenek, Salgótarján az ország második legkevesebb lakosú megyeszékhelye. A városi lakosság aránya kicsi, a megye népességének mindössze 40 százaléka él városokban.

### Városok
(Népesség szerinti sorrendben, a KSH adatai alapján)
| Sorsz. | Település      | Lakónépesség                  | Járás                 |
| ------ | -------------- | ----------------------------- | --------------------- |
| 1.     | Salgótarján    | 30 910 fő (2024. jan. 1.) +/- | Salgótarjáni járás    |
| 2.     | Balassagyarmat | 13 917 fő (2024. jan. 1.) +/- | Balassagyarmati járás |
| 3.     | Bátonyterenye  | 11 118 fő (2024. jan. 1.) +/- | Bátonyterenyei járás  |
| 4.     | Pásztó         | 8455 fő (2024. jan. 1.) +/-   | Pásztói járás         |
| 5.     | Szécsény       | 5155 fő (2024. jan. 1.) +/-   | Szécsényi járás       |
| 6.     | Rétság         | 2635 fő (2024. jan. 1.) +/-   | Rétsági járás         |

### Községek, nagyközségek
| - Alsópetény - Alsótold - Bánk - Bárna - Becske - Bercel - Berkenye - Bér - Bokor - Borsosberény - Buják - Cered - Cserháthaláp - Cserhátsurány - Cserhátszentiván - Csesztve - Csécse - Csitár - Debercsény - Dejtár - Diósjenő | - Dorogháza - Drégelypalánk - Ecseg - Egyházasdengeleg - Egyházasgerge - Endrefalva - Erdőkürt - Erdőtarcsa - Etes - Érsekvadkert - Felsőpetény - Felsőtold - Galgaguta - Garáb - Herencsény - Héhalom - Hollókő - Hont - Horpács - Hugyag - Iliny | - Ipolyszög - Ipolytarnóc - Ipolyvece - Jobbágyi - Karancsalja - Karancsberény - Karancskeszi - Karancslapujtő - Karancsság - Kazár - Kálló - Keszeg - Kétbodony - Kisbágyon - Kisbárkány - Kisecset - Kishartyán - Kozárd - Kutasó - Legénd - Litke | - Lucfalva - Ludányhalászi - Magyargéc - Magyarnándor - Márkháza - Mátramindszent - Mátranovák - Mátraszele - Mátraszőlős - Mátraterenye - Mátraverebély - Mihálygerge - Mohora - Nagybárkány - Nagykeresztúr - Nagylóc - Nagyoroszi - Nemti - Nézsa - Nógrád - Nógrádkövesd | - Nógrádmarcal - Nógrádmegyer - Nógrádsáp - Nógrádsipek - Nógrádszakál - Nőtincs - Őrhalom - Ősagárd - Palotás - Patak - Patvarc - Piliny - Pusztaberki - Rákóczibánya - Rimóc - Romhány - Ságújfalu - Sámsonháza - Somoskőújfalu - Sóshartyán - Szalmatercs | - Szanda - Szarvasgede - Szátok - Szendehely - Szente - Szécsénke - Szécsényfelfalu - Szilaspogony - Szirák - Szuha - Szurdokpüspöki - Szügy - Tar - Terény - Tereske - Tolmács - Vanyarc - Varsány - Vizslás - Zabar |